# Schule am Meer
 (septembre 2022).
Le contenu est difficilement compréhensible vu les erreurs de traduction, qui sont peut-être dues à l'utilisation d'un logiciel de traduction automatique.

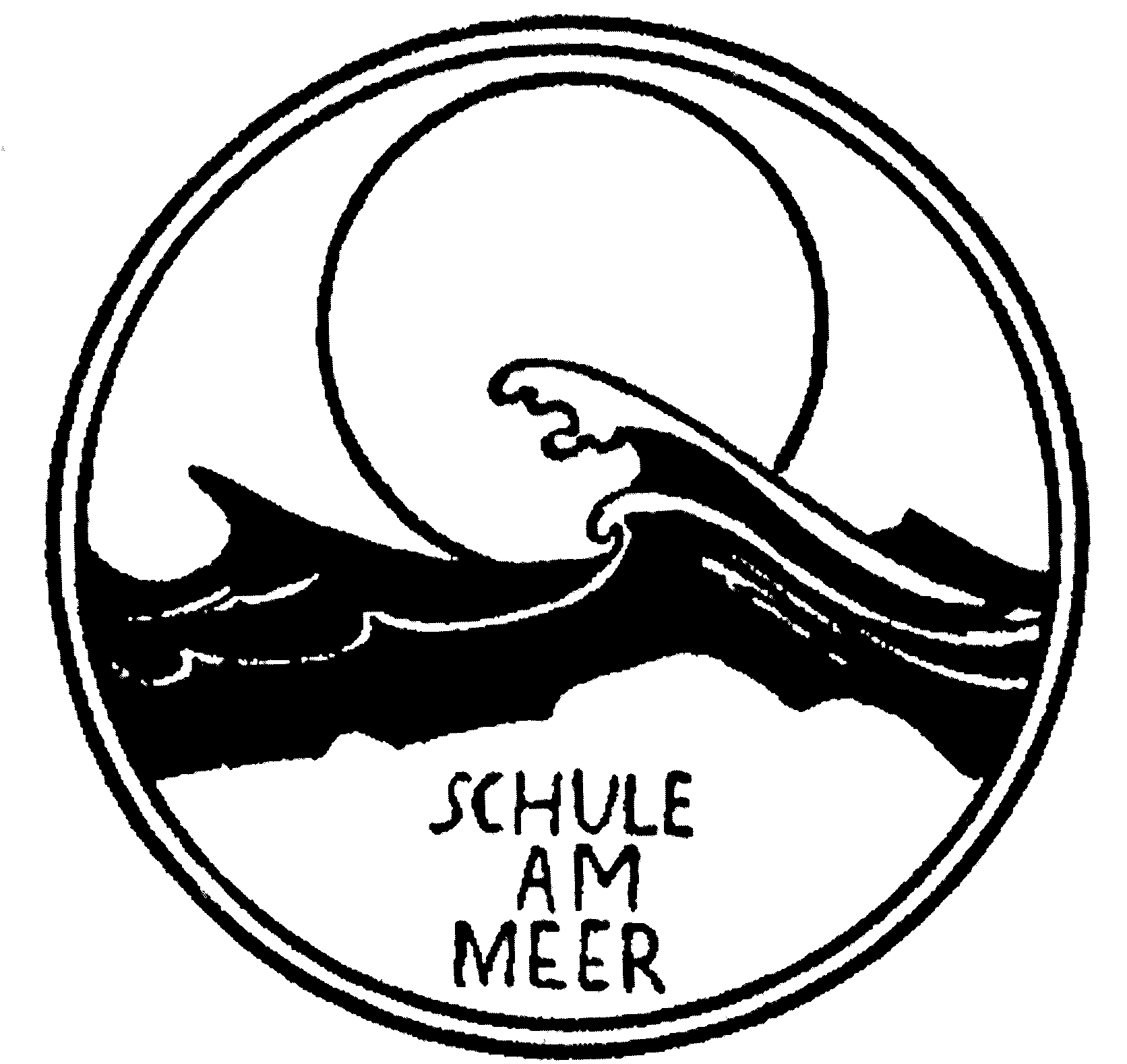
Logotype de la Schule am Meer.

Schule am Meer (« École au bord de la mer »), en hébreu : בית ספר ליד הים, également connu sous l'accronyme SaM, est un internat privé progressif mixte à orientation holistique situé sur l'île de la Frise orientale de Juist, situé entre la mer des Wadden et la mer du Nord, dans l'État libre de Prusse dans le Reich allemand.
Issu du Jugendbewegung (« mouvement de jeunesse ») et basé sur l'éducation nouvelle (en allemand : Reformpädagogik), il est une Landerziehungsheim (de) (« maison d'éducation rurale ») qui n'est pas destinée à être une institution d'enseignement mais un lieu d'apprentissage et de vie ainsi qu'une patrie pour les élèves.
Le concept d'établissements d'enseignement privé, dont les élèves viennent principalement de familles de la grande bourgeoisie (en allemand : Grossbürgertum) et de la noblesse, diffère de celui des écoles publiques. Ces maisons parentales sont la plupart du temps d'orientation libérale, socialiste ou communiste, certaines d'entre elles sont d'origine juive.

## Fondation privée

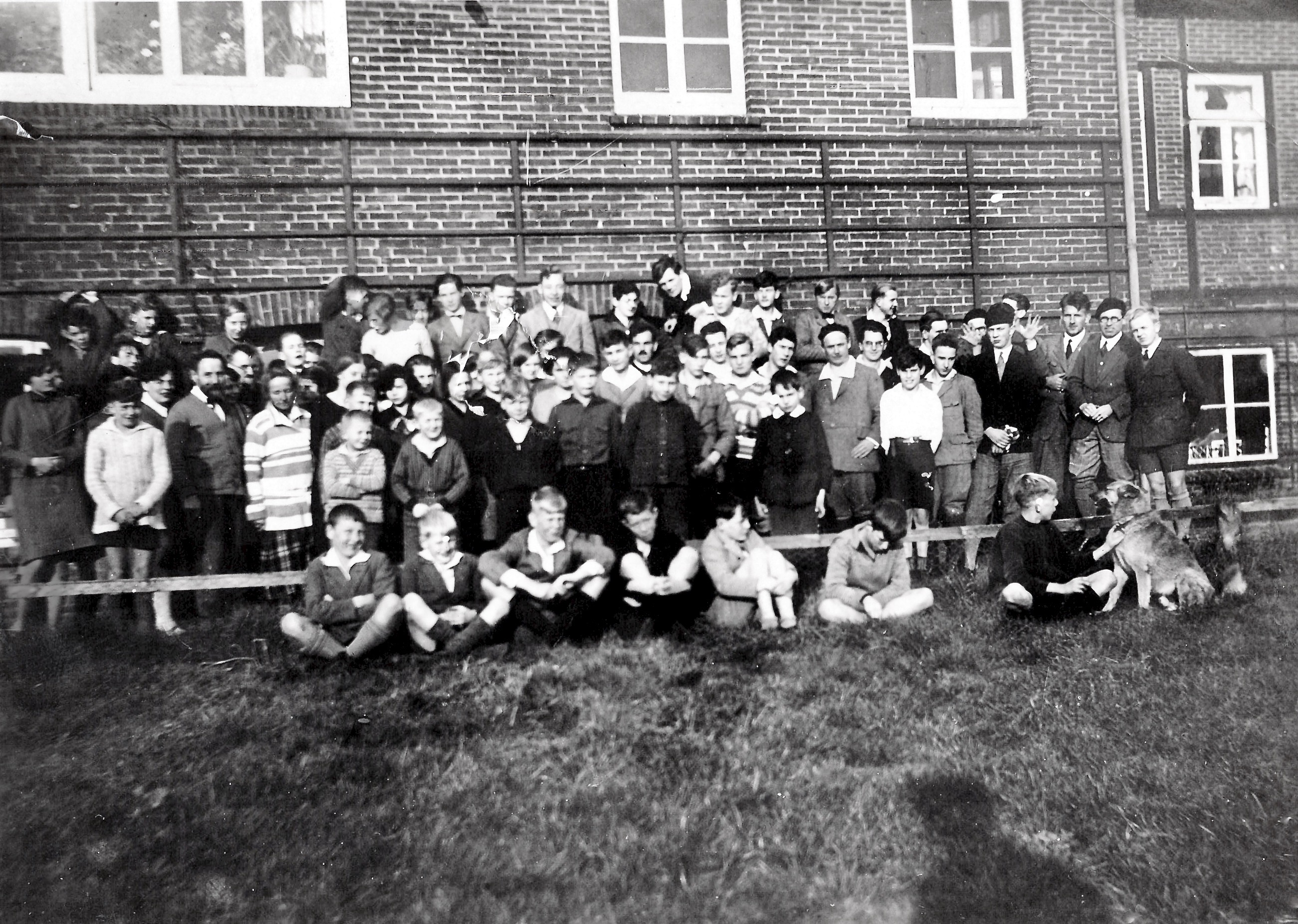
Élèves et professeurs, printemps 1928.

L'internat est géré par la fondation de la Schule am Meer (de), une fondation privée dont le conseil d'administration est composé de l'éducateur suisse Rudolf Aeschlimann (de), du peintre autrichien Fritz Hafner (de), originaire de Vienne, de l'industriel allemand, collectionneur d'art et mécène de l'art Alfred Hess (en), originaire d'Erfurt en Thuringe, de l'éducateur progressif Martin Luserke, originaire de Berlin, de la sociologue Else Jaffé, née Freiin von Richthofen, originaire de Lorraine, et du chimiste Paul Reiner (de),, originaire de Nuremberg en Franconie.
Aeschlimann, Hafner, Luserke et Reiner sont des professeurs à la SaM et comptent parmi les fondateurs de l'école. La fondation est cofinancée par l'État prussien,,. Cependant, la plupart des fonds proviennent du conseil d'administration, des parents des élèves via le paiement des frais de scolarité, de dons monétaires ou de contributions en nature. La plupart des instruments de musique pour l'orchestre et les differents ensembles de l'internat sont donnés par Robert Wichard Pohl. Un piano à queue Steinway fut également donné par Anni Reiner (de),, l'épouse de Paul Reiner.[pertinence contestée]

## École de plein air
Schule am Meer fut la première école progressiste d'Allemagne à s'installer sur une île en mer. Elle est considérée comme la première école de plein air allemande régulière, qui, de la 5e à la 13e année, conduit à l'obtention du diplôme du baccalauréat (Abitur ou Reifeprüfung).
En raison de son statut de plein air, l'internat Schule am Meer a parfois été choisi par les parents d'enfants et de jeunes souffrant de problèmes de santé, comme le fils de Paul Distelbarth, Hagen (1918–1941), ou l'asthme bronchique, maladie dont a souffert l'alpiniste autrichien et élève à la SaM Ulrich Sild (1911–1937) de Vienne, bachelier en mars 1931.
Le directeur de l'internat, Luserke, a proposé une éducation « avec l'aide de la mer »: « Erziehung durch die See ». Il a notamment navigué avec plusieurs dériveurs, des croiseurs dériveurs, dont un à moteur, des bateaux à rames et des canoë-kayaks. Les élèves ont appris les signaux flottants (photos dans le dépliant de quatre pages de cet article) et opéré la protection des dunes.

## Salle de théâtre autonome

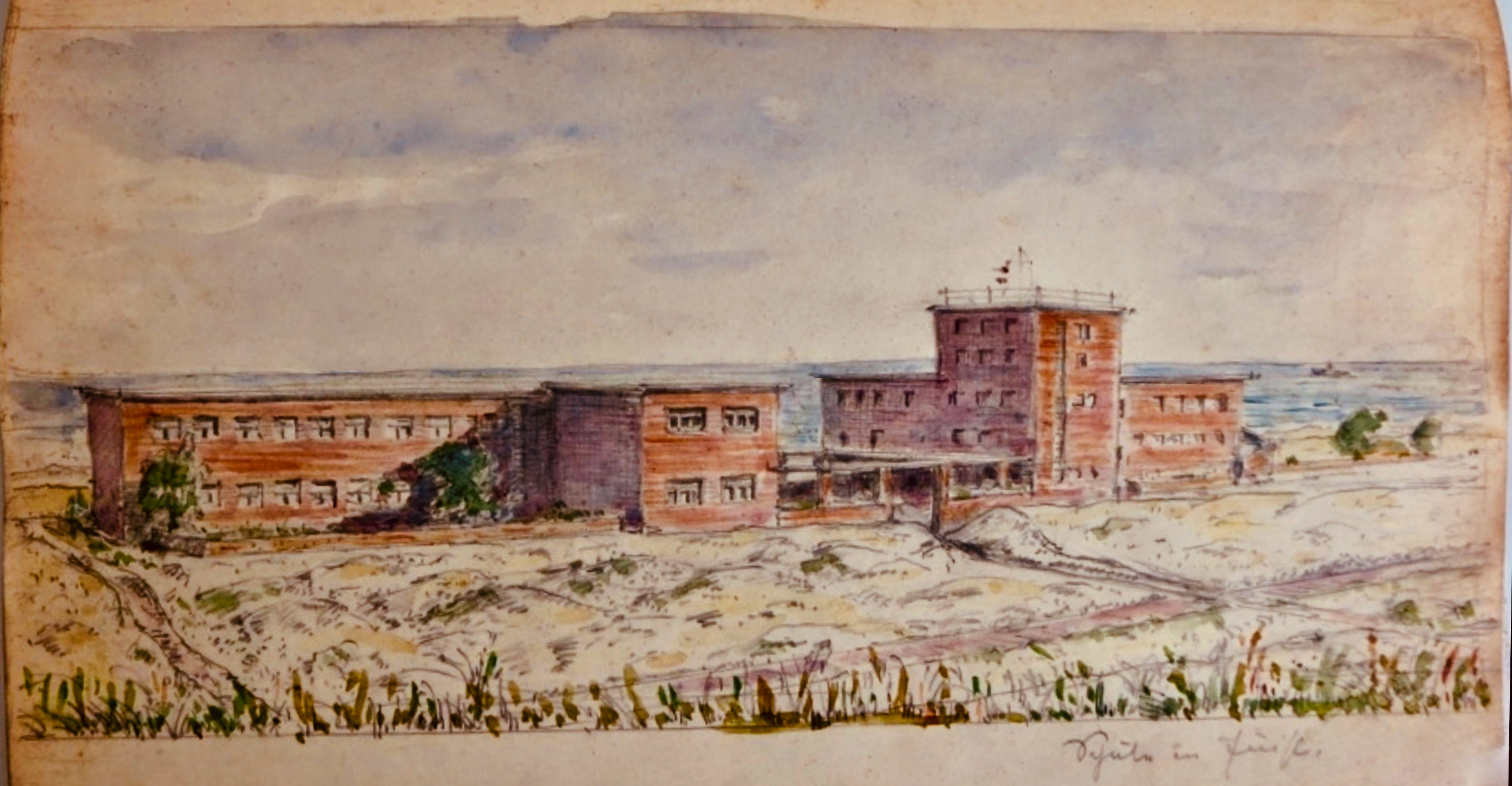
1929: Planification du projet Schule am Meer par l'architecte berlinois. Seule la salle de spectacle (à droite, derrière le bâtiment résidentiel adjacent de grande hauteur prévu) a pu être réalisée pendant la Grande Dépression.

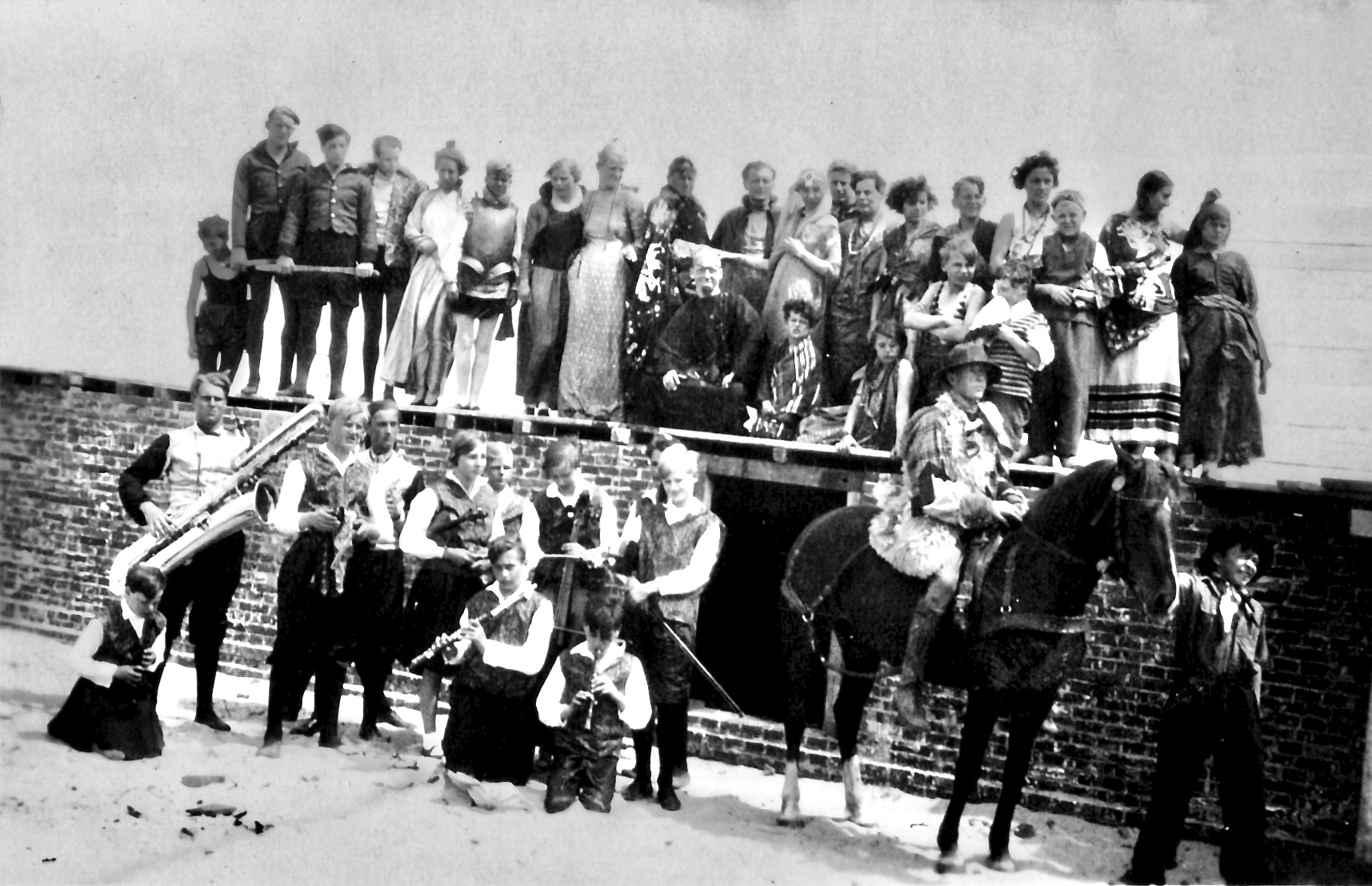
Élèves et enseignants lors de la construction de la salle de théâtre de SaM, 1930.

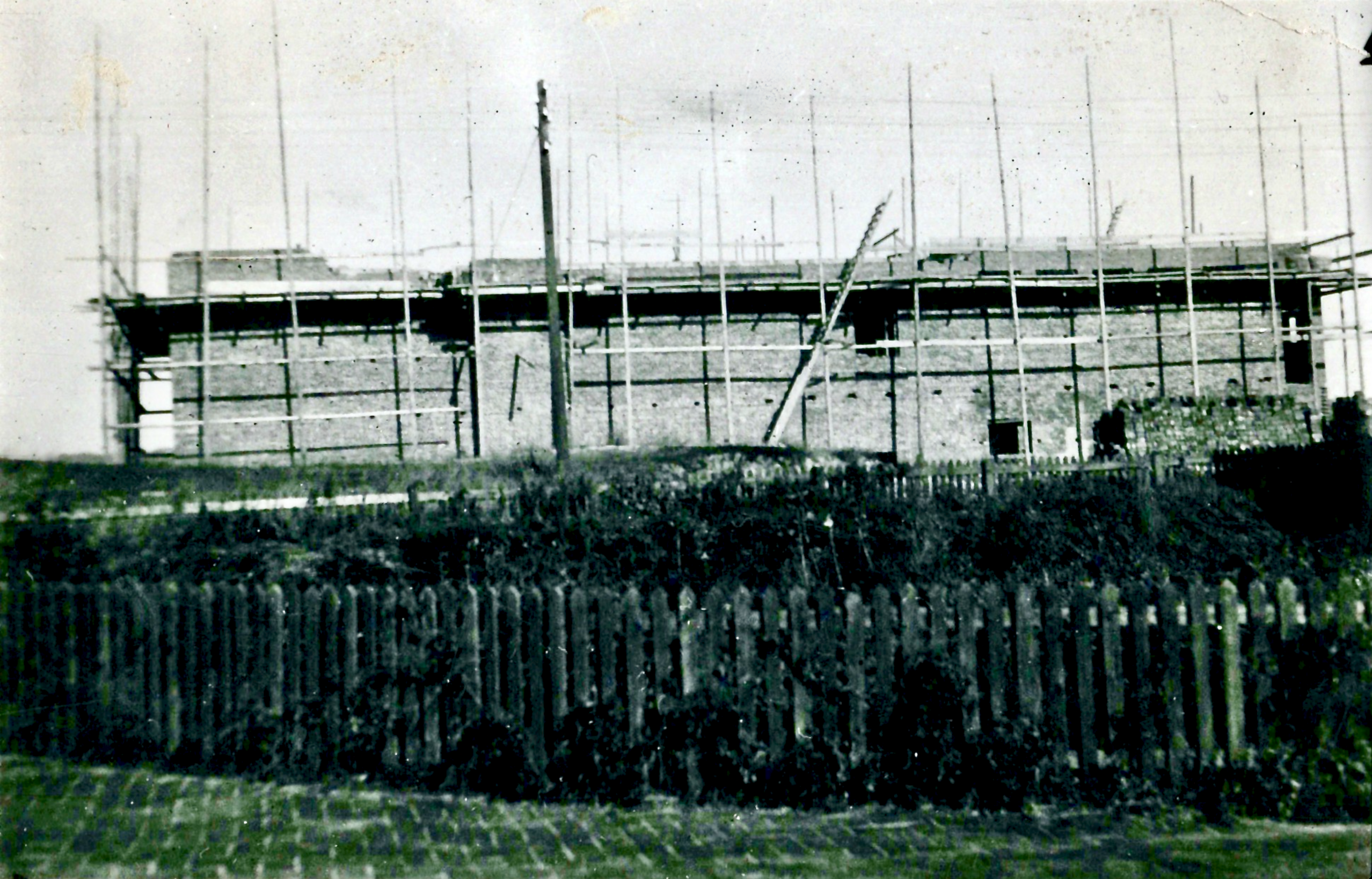
Lors de la construction de la salle de spectacle de SaM, en fin d'été ou automne 1930.

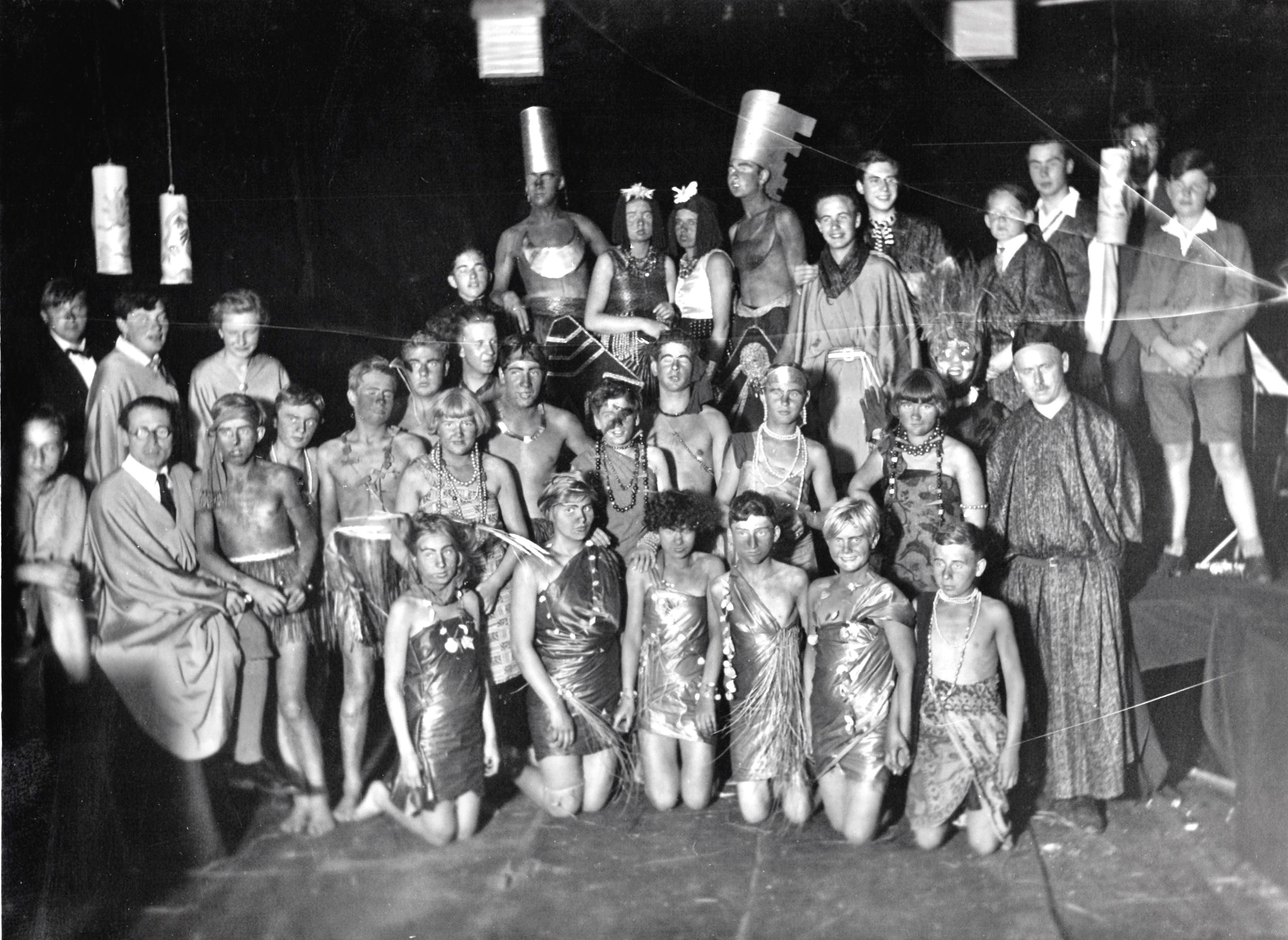
Élèves et enseignants dans la scène de la salle de théâtre de SaM, 1931.

Après de grands efforts de la part des élèves, de leurs parents et des sponsors de l'internat, ainsi qu'une subvention de 25 % du ministère prussien de l'éducation dirigé par Adolf Grimme, la fondation de l'internat (de) réussit à construire son propre théâtre en 1930–31 au milieu de la Grande Dépression. C'est la seule salle de théâtre autonome d'une école en Allemagne.
Selon Preussisches Staatsministerium für Wissenschaft, Kultur und Volksbildung et le Zentralinstitut für Erziehung und Unterricht (de) (« Institut central d'éducation et d'instruction ») à Berlin, la salle de spectacle était également destinée à former des professeurs de théâtre amateurs dans tout le Reich allemand,.
La scène est libre dans l'espace et pouvait être jouée de tous les côtés. Cela différencie le concept des étapes professionnelles de l'époque. Le principal Luserke a inclus la galerie, les couloirs et l'auditorium dans sa chorégraphie. Les représentations théâtrales des élèves et des enseignants étaient ouvertes au public et payantes. Elles étaient basées sur des pièces de Shakespeare, Molière, Goethe, Lessing, Schiller, Hans Sachs et d'autres grands auteurs.
Parfois, plus de cent acteurs ont joué sur scène ou dans la salle de spectacle, par ex. lorsque la chorale et l'orchestre de l'internat jouent ensemble (photo dans le dépliant de quatre pages de cet article),. Les groupes de théâtre amateur de Luserke et le chœur et l'orchestre d'Eduard Zuckmayer se sont produits dans tout le Reich,,,.
L'érudit littéraire, musicologue et critique Hans Mayer décrit en 1979 à l'ancien professeur de SaM et musicologue Kurt Sydow (de): « Je peux confirmer de ma propre expérience exactement ce que vous écrivez sur les interprétations de Shakespeare par Luserke avec ses [SaM] élèves. Les [élèves de SaM] sont également venus à Cologne vers la fin des - si lointaines - années 1920. Ils ont joué « La Nuit des rois » alors et c'était exactement comme vous l'écrivez. Je n'ai jamais vu le beau travail plus gracieux et serein. Chaque représentation depuis lors, y compris une représentation au Festival de Salzbourg, doit pâlir en comparaison. Le canon « Tais-toi, chien » était irrésistible. Jeunesse et grâce toujours dans l'impolitesse. Dans les théâtres, cela devient toujours une routine scénique, ou plus récemment ce que les dramaturges intellectuels considèrent comme populaire… ».
L'écrivain et dramaturge Carl Zuckmayer a qualifié l'internat Schule am Meer de « culturellement au plus haut niveau allemand ».
L'étudiant invité français Dominique Picard (né en 1914 à Lyon) de Nancy a publié son évaluation: « …le charme particulier et la grande valeur de l'école au bord de la mer consistent dans l'établissement de les Kameradschaften (de), dans le travail pratique, dans le sérieux avec lequel l'art est servi ici et dans l'importance accordée à l'art tout au long du cursus de l'école. […] Il faut espérer que de plus en plus d'écoles de type de Schule am Meer seront bientôt fondées dans tous les pays. »
Le bâtiment du théâtre autonome et l'autre grand bâtiment restant Arche, le bâtiment résidentiel des lycéens et de la famille d'enseignants Reiner aujourd'hui sont dus à la démolition.

## Théâtre multilingue et cours avec des locuteurs natifs

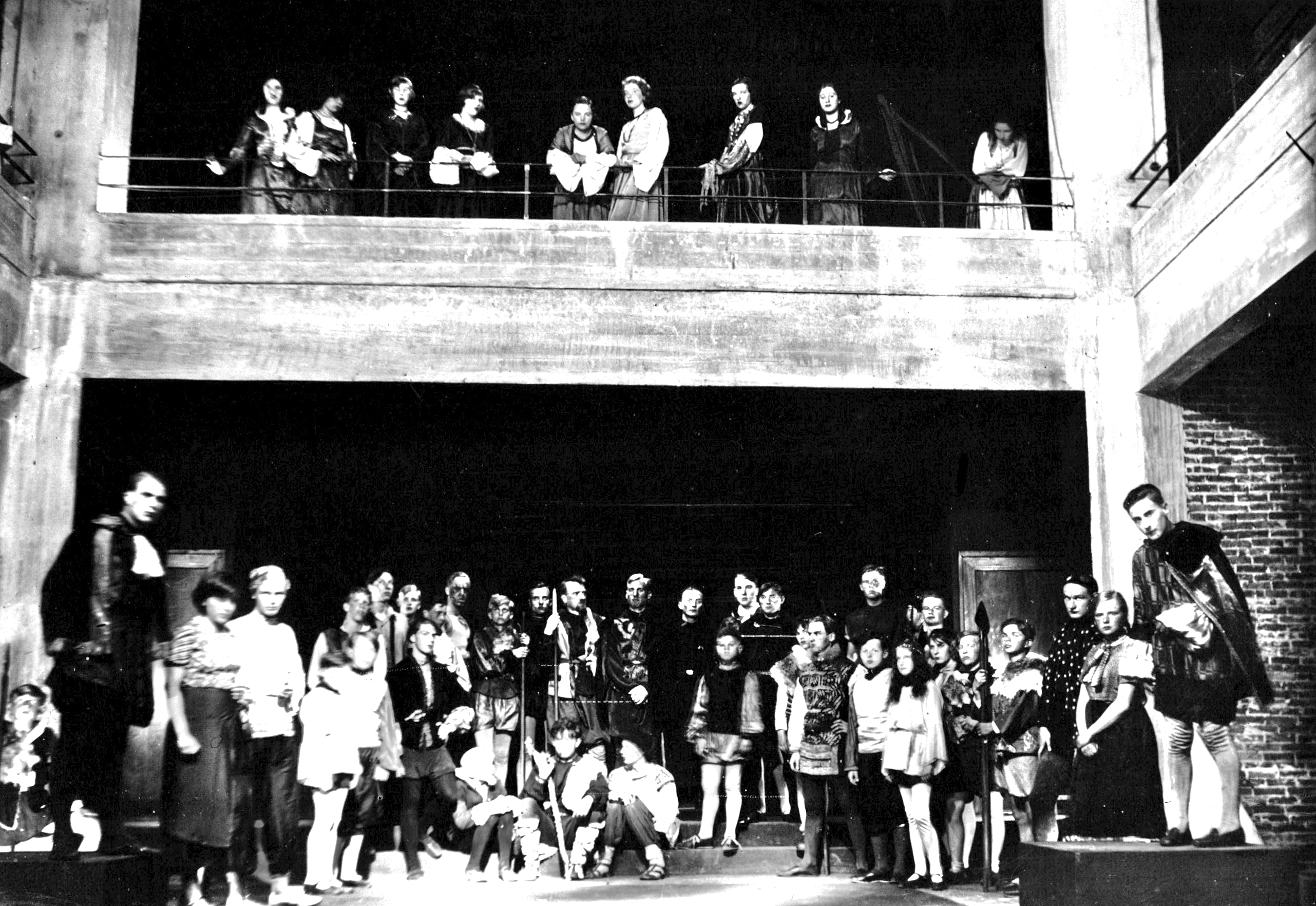
Élèves et enseignants costumés dans la salle de spectacle autonome, construite en 1930-1931 par le célèbre architecte juif de Berlin, 1931.

Il a reçu le soutien d'élèves et d'enseignants invités seniors d'Angleterre, de France et des États-Unis,,,,,, notamment pour des cours de langue et des pièces de théâtre, ces dernières étant jouées en allemand, anglais et français.
Le principal Martin Luserke et son adjoint Paul Reiner (de), qui ont tous deux servi comme sous-officiers en France pendant la Première Guerre mondiale, ont initié l'invitation d'étudiants français, bien que le directeur ait été grièvement blessé en France et ait eu la tête marquée à vie et ait été prisonnier de guerre au dépôt des prisonniers de guerre à Montauban dans le département de Tarn-et-Garonne,.
En dépit d'être des concurrents, il y avait aussi un certain soutien parmi les écoles progressistes de tout le Reich allemand, un échange temporaire d'étudiants et d'enseignants ainsi que des visites de classes supérieures pour des discussions d'actualité comme de Karl-Marx-Schule (de), dirigé par l'éducateur progressiste Fritz Karsen (de). Parmi les autres visiteurs, il y avait l'éducateur protestant progressiste Bernhard Hell (de) avec ses élèves.

## Science, art, artisanat et sport d'égale importance
Contrairement à la plupart des écoles publiques, elle met un accent particulier sur la formation de ses élèves aux arts visuels et du spectacle, aux sports, à l'artisanat et au jardinage,. Il considérait également les matières scientifiques, artistiques et sportives comme d'égale valeur,. Les élèves et les enseignants ont aménagé 30 aquariums marins dans le département des sciences, environ onze jardins potagers pour l'agriculture de subsistance et un jardin botanique.

« A second offshot from Wickersdorf [se référant à Freie Schulgemeinde (de), le communauté scolaire libre de Wickersdorf à proximité de Saalfeld en Forêt de Thuringe] is Luserke's Schule am Meer, another Free School Community, established some five years ago on the low-lying sandy island of Juist in the North Sea just opposite Bremen's harbor. The founder and leader of the school, Martin Luserke, is especially distinguished for his work and his writings in the juvenile drama. In the simplest of settings and with sincere artistry he leads his pupils to lose themselves or find themselves in the spirit of a play and to give their own interpretation of a character or a mood. But his school is more than a children's theater. It is also a place for hard duty and practical work. Boys and girls must be of Spartan mold to face the austerity of life in the "School by the Sea," [sic] where every member of the community labors at his share of necessary chores even when winter storms sweep the surrounding ocean and threaten the security of the island dwellers. Perhaps it is their very intimacy with primitive forces which makes it easier for Luserke's pupils to present dramas of vitality and simple beauty. Although Luserke is a product of the Youth Movement, he is not one of the extremists who encourage youth to create its own cultural forms without reference to classical traditions. Sometimes his pupils write their own dramas, occasionally he writes a play for them, but more often they turn to folk festivals, old mystery plays, to short pieces by Hans Sachs, or to the dramas of Schiller, Lessing, Goethe, and Shakespeare, when they plan a production for their theater. Luserke emphasizes creative acting rather than original writing. Within the limitations of the school theater he sees rich opportunities for children and young people to discover the essential beauty of dramatic masterpieces and to unfold their own emotions and abilities in re-living human experiences from other times and places. Music, the dance, and the arts of color, form, and design, all contribute to the beauty of the plays Luserke presents, but never does he forget that it is the human voice and figure which are the soul of the drama. At the Schule am Meer all plays are innocent of theatricalism and untouched by the cheap effects of a commercialized stage. »

— Richard Thomas Alexander (en)/Beryl Parker, 1929

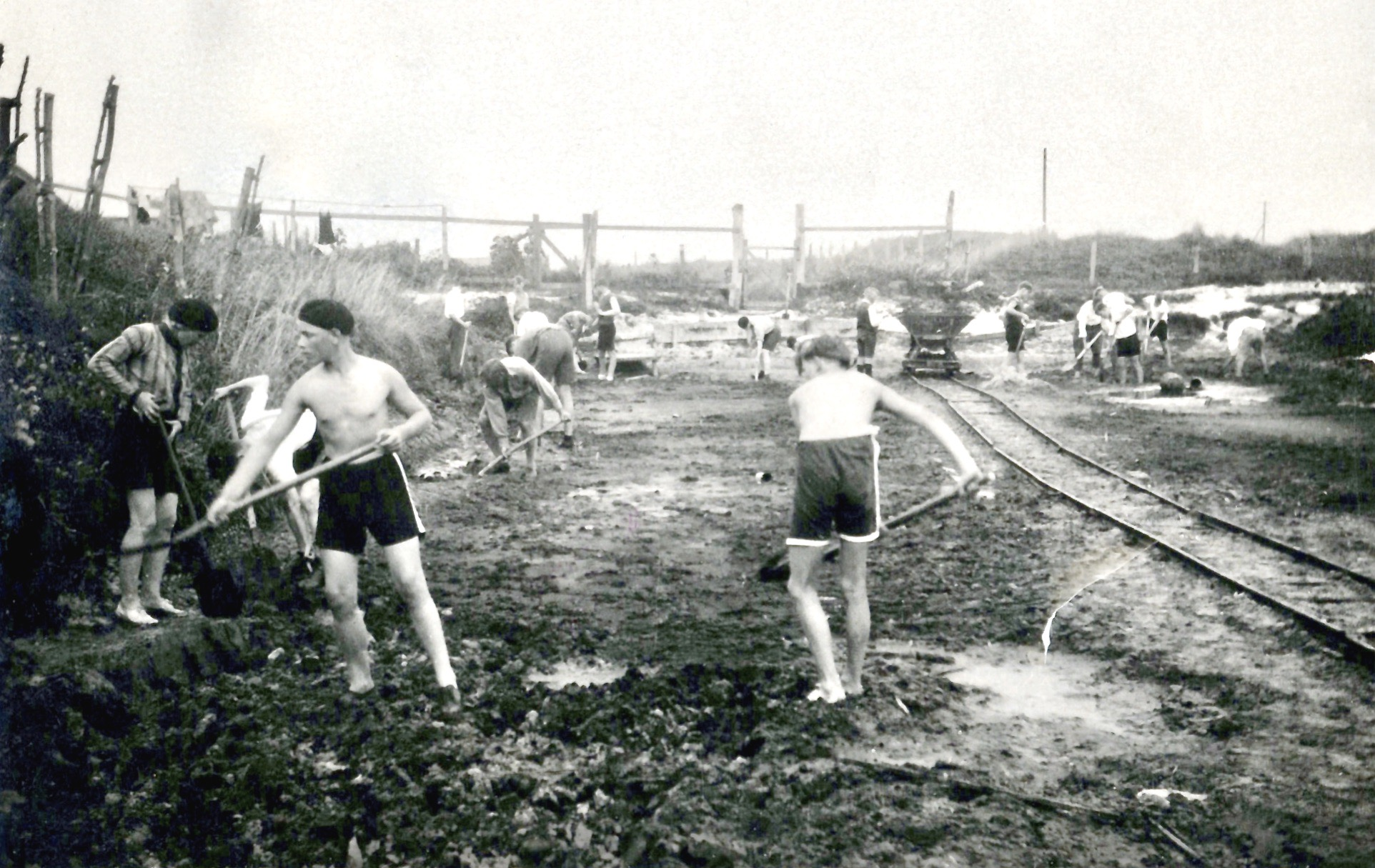
Aménagement paysager et préparation de la construction, 1930.

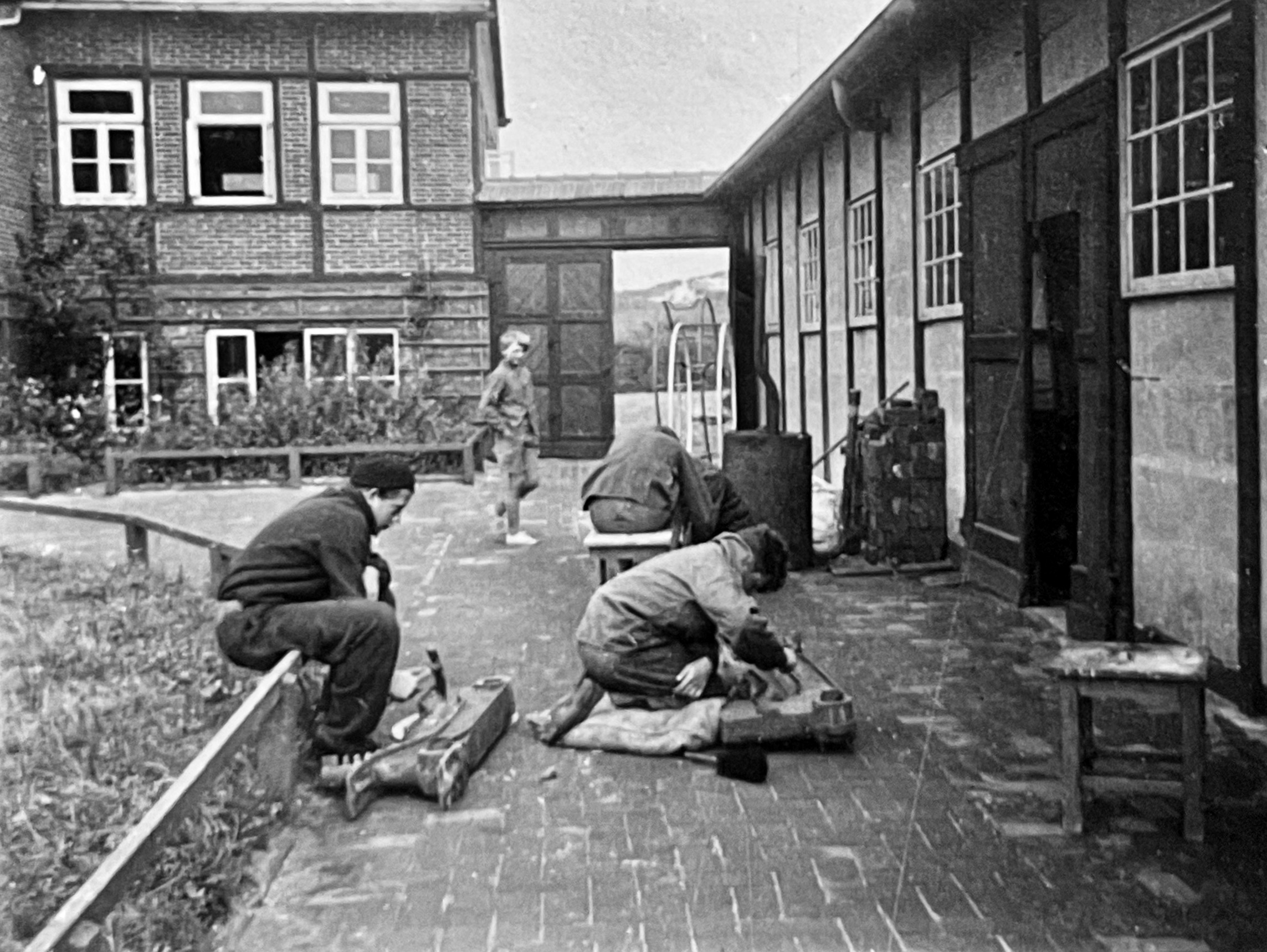
Travailler sur des pièces en bois, 1931.

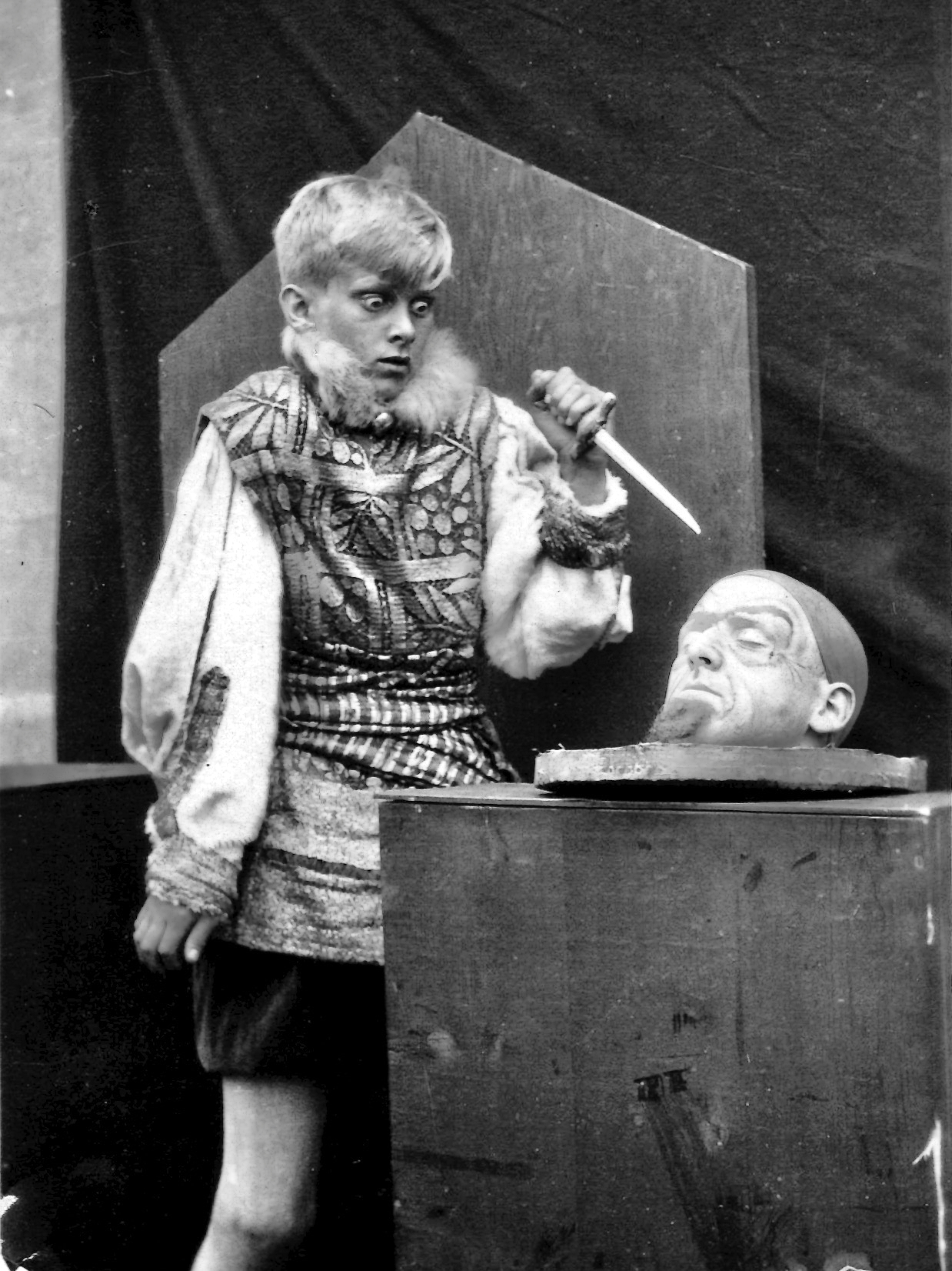
Performance sur scène dans la salle de spectacle autonome de SaM, 1931.

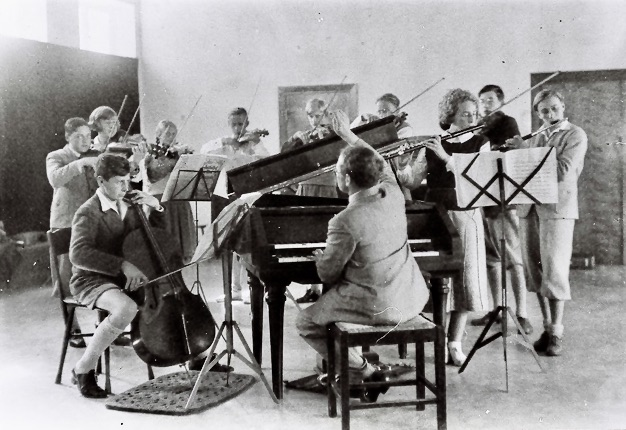
Le professeur dirige certains membres de l'orchestre du pensionnat depuis son clavecin, 1931.

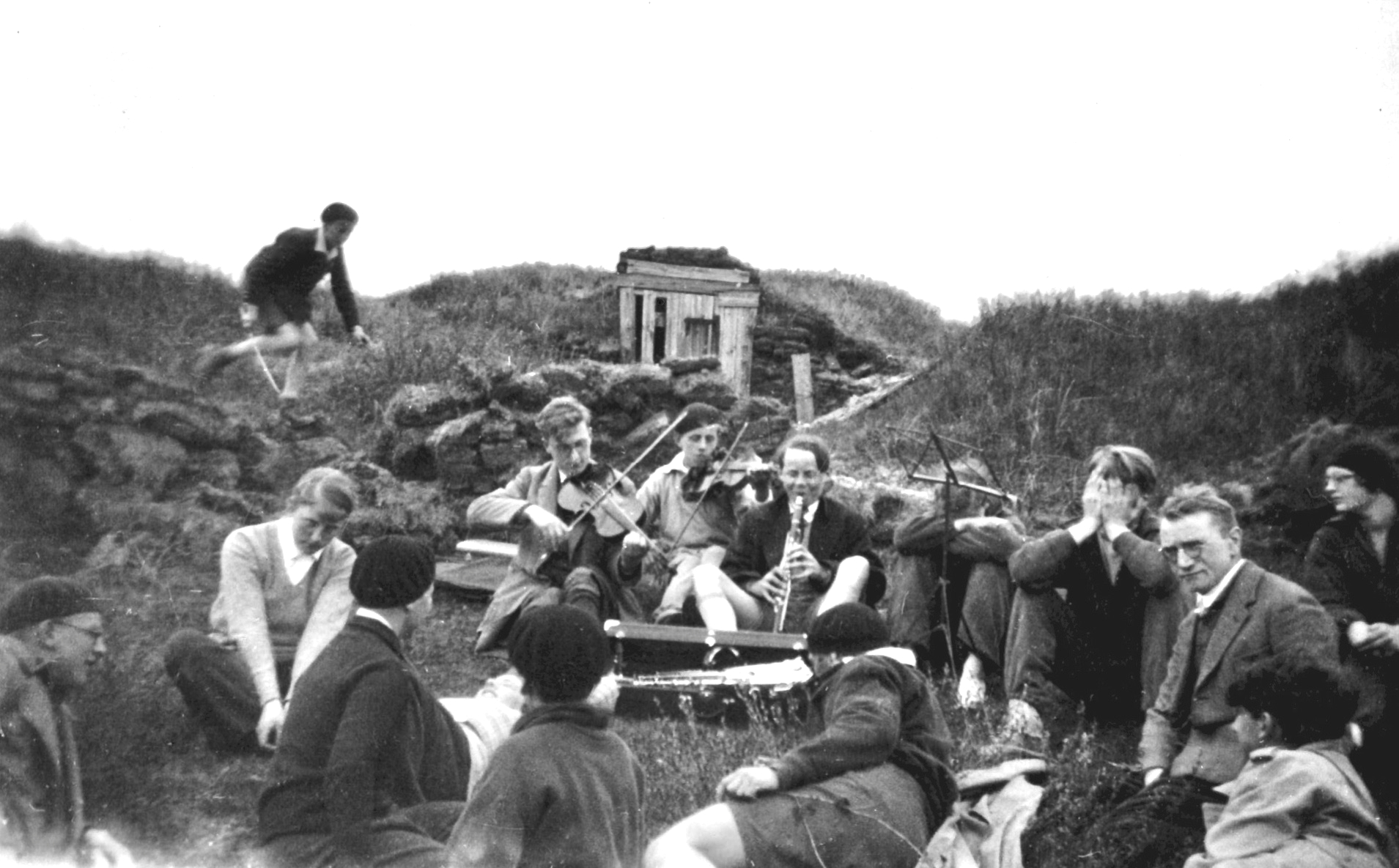
Le professeur (à droite, regarder le photographe) écoute les élèves faire de la musique dans les dunes, vers 1930.

Le pensionnat a existé du début mai 1925 à la fin mars 1934 et a rapidement acquis une certaine réputation nationale, entre autres grâce à son orchestre et à son chœur, tous deux fondés et dirigés par le plus talentueux pianiste concertiste, compositeur, maestro et professeur de musique Eduard Zuckmayer (en), mais aussi grâce à ses pièces de théâtre,,,,,,,.
Son jeune frère, l'écrivain et dramaturge Carl Zuckmayer a travaillé temporairement à Schule am Meer où une de ses pièces a fait ses débuts en 1931, avant sa première officielle à Dresde,,,.
Le peintre allemand Christian Rohlfs était l'un des délégués syndicaux de la Schule am Meer ont fourni à la SaM des œuvres originales afin qu'ils puissent les étudier. Walter Kaesbach (de), directeur de l'Académie des beaux-arts de Düsseldorf était l'un des délégués syndicaux de la Schule am Meer et, à l'occasion d'un voyage d'étude, a personnellement guidé les étudiants de SaM à travers une exposition de peinture moderne à Düsseldorf et une autre du sculpteur et graveur allemand Wilhelm Lehmbruck à Duisbourg. Alfred Hess (de), membre de la fondation Schule am Meer et mécène le plus important, il a même fourni à l'internat des originaux de sa collection d'art pour une exposition dans la salle de dessin, y compris des œuvres de Marc Chagall, Lyonel Feininger, Wassily Kandinsky, Paul Klee, Wilhelm Lehmbruck, Franz Marc, Otto Mueller, Heinrich Nauen, Emil Nolde, Max Pechstein et Christian Rohlfs.

## Liberté de hiérarchie

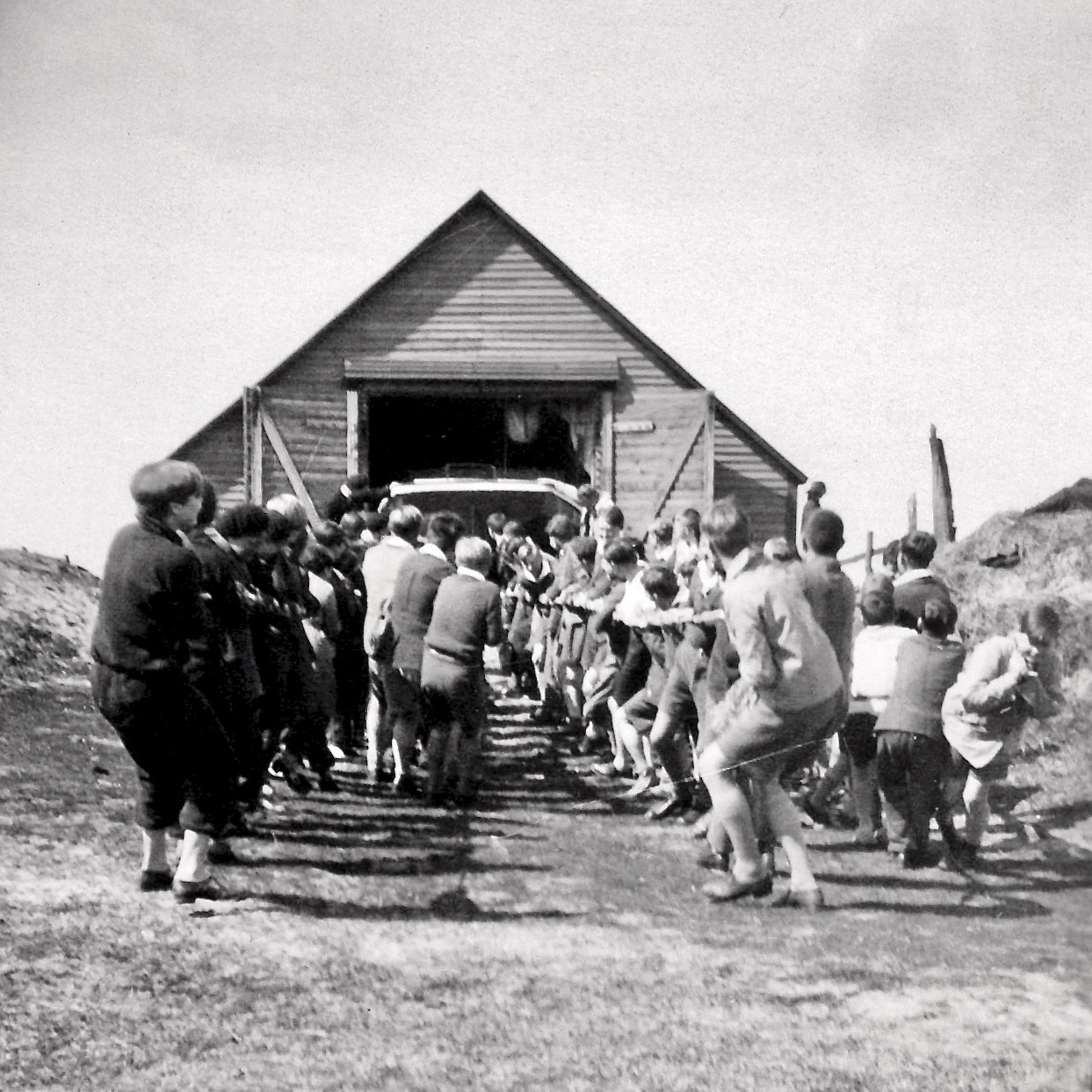
Les voiliers sont retirés du hangar à bateaux de l'internat dans le cadre d'un effort de collaboration, 1929.

La Schule am Meer pratiquait la « démocratie de base » avec une tendance aux structures non hiérarchiques. Les élèves et les enseignants étaient considérés comme égaux en droits et en devoirs. Les élèves ont activement contribué à façonner les leçons. Tous les individus de la Schulgemeinde (« communauté scolaire »), qui a agi en tant que « conseil législatif » de l'internat, ont participé à un processus de prise de décision partagé. Les Kameradschaften (de), les subdivisions de la communauté étaient formées d'une dizaine d'élèves d'âge et de sexe différents, sans aucun lien avec les classes. En tant que chef de chaque Kameradschaft, un enseignant était qualifié de primus inter pares et était adressé soit par son prénom, soit par son surnom, ce dernier étant parfois une abréviation ou une cacographie du nom de famille de l'enseignant. Ces Kameradschaften ont été nommées ours, taureaux, dauphins, poulains, phoques, pingouins, pinnipèdes, vautours et loups,, ont créé leurs logos et ont élevé leurs propres fanions. Les Kameradschaften se sont avérées similaires à une structure de type familial, à partir de laquelle la plupart des amitiés durables entre de nombreux élèves et enseignants ont émergé.

## Fermeture définitive en mars 1934

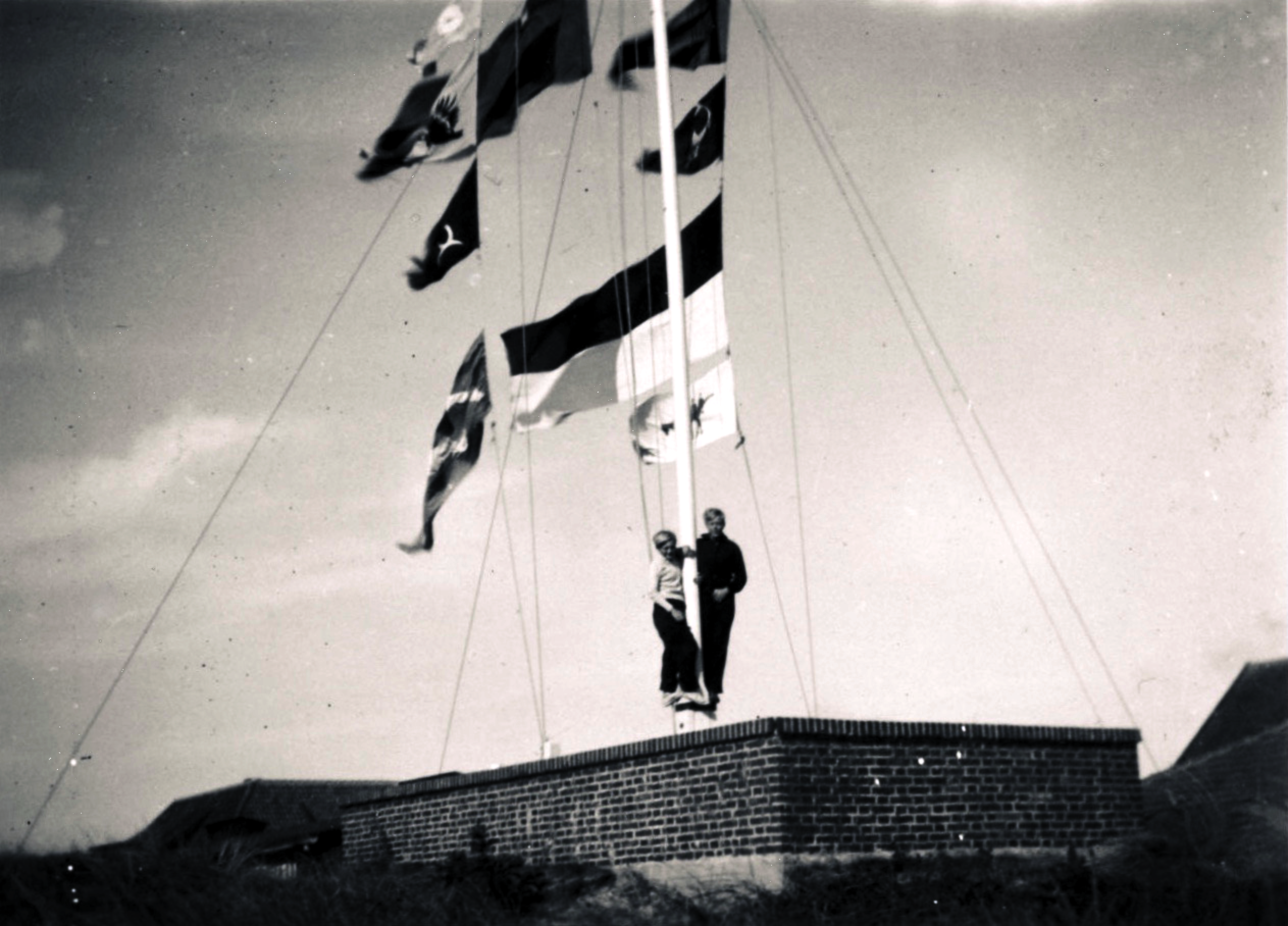
L'hampe du SaM avec le drapeau de l'internat et jusqu'à neuf ou dix fanions des Kameradschaften différentes symbolisaient la communauté scolaire, vers 1932.

L'internat a été fermé au cours de la « Gleichschaltung » nazie et de l'antisémitisme d'État. L'expulsion des élèves et des enseignants juifs en 1933/34 a été menée par les insulaires, qui avaient dénoncé l'internat comme une « école juive » depuis sa fondation en 1925, même si les juifs n'étaient qu'une minorité. Toutes les filles devaient également quitter l'internat, les nazis voulaient abolir la mixité dans toutes les écoles et ne pas permettre aux deux sexes de vivre ensemble dans un internat. Plusieurs élèves et leurs parents ainsi que certains enseignants ont dû émigrer de l'Allemagne nazie en raison de poursuites politiques ou antisémites. Ils sont allés en Amérique du Nord et du Sud, en Afrique du Sud, en Palestine mandataire, en Espagne, en France, en Angleterre, en Suisse et ailleurs, où plusieurs d'entre eux ont pu faire une carrière pertinente dans l'industrie, les sciences, les arts, la photographie ou dans le journalisme. Tous ont fait passer le mot et ont partagé leurs souvenirs d'un tableau unique.

## Personnes apparentées
La liste suivante se concentre sur les personnes apparentées d'importance encyclopédique :
- Rudolf Aeschlimann (de) (1884–1961), appelé « Aeschli », professeur suisse de français, géographie et histoire, primus inter pares du Kameradschaft (de)[31] des loups et SaM parent[1]. En 1906, avec Paul Geheeb, August Halm (de), Martin Luserke et Gustav Wyneken, il fut l'un des premiers hommes et enseignants à fonder la Freie Schulgemeinde (de) (= Communauté scolaire libre) de Wickersdorf près de Saalfeld en Forêt de Thuringe. Avec Fritz Hafner (en), Martin Luserke et Paul Reiner (de), Rudolf Aeschlimann était l'un des sécessionnistes qui ont fondé Schule am Meer en 1925. À partir d'octobre 1924, il était membre du conseil d'administration de la fondation de SaM. Gérant d'affaires à Wickersdorf de 1917 à 1925, il était aussi le gérant à Juist de 1925 à 1934 et le cultivateur de terrain sablonneux[77]. Son fils Wolfgang Aeschlimann, né le 1er février 1923 à Saalfeld, Thuringe, était élève de SaM[78] ;
- Bruno Ahrends (en) (1878–1948), Regierungsbaumeister (= bâtisseur de gouvernement), architecte berlinois à succès et SaM parent. En 1929, il a conçu le bâtiment de théâtre autonome et d'autres bâtiments avoisinant pour SaM, dont seule la salle de spectacle a pu être réalisée 1930-31 pendant la Grande Dépression. Il a permis à l'un de ses fils, Gottfried Bruno (né le 26 février 1917 à Steglitz près de Berlin), d'aller à Schule am Meer[79] ;
- Klaus Philipp Bamberger (de) (1920–2008), SaM écolier[80],[81],[82]. Il quitta l'internat en décembre 1933 avec sa camarade Maria Becker après que les jeunesses hitlériennes (HJ) leur eurent rendu la vie difficile par l'exclusion et la discrimination[83]. Il est allé dans un pensionnat archi-conservateur pour garçons à Saint-Gall en Suisse. Après cela, il est allé dans un lycée technique francophone à Neuchâtel, dans lequel il a été comparé par un enseignant à l'ancien élève Rudolf Hess et cela a été dégradé[84]. Via Le Havre Klaus a emigré aux États-Unis à l'âge de 17 ans[85]. Là, il a été persuadé de changer son prénom allemand Klaus en Claude. Il a attribué le fait qu'il était capable de joindre les deux bouts à l'étranger dans sa jeunesse à sa formation indépendante à Schule am Meer[81] ;
- Otto Bamberger (de) (1885–1933), industriel, social-démocrate (SPD), collectionneur d'art et mécène d'art. Le SaM parent a permis aux deux enfants, Ruth (née le 14 octobre 1914 à Lichtenfels, Haute-Franconie) et Klaus (né le 23 septembre 1920 à Bamberg), d'aller à Schule am Meer[86],[87]. Selon les informations publiées par les Archives principales de l'État à Weimar, l'industriel est considéré comme le plus grand facilitateur du « Bauhaus »[88],[89], dont sa villa « Sonnenhaus (de) » a été complètement meublée (placards, buffet, équipement de cuisine, accessoires, rideaux, moquette, meubles encastrés, applique murale, éclairages plafonnier, lampadaire, coussinets, bois de lits, les couvertures, les chaises, les sofas, les tables etc.) par le designer du « Bauhaus » Erich Dieckmann (de) et ses collègues comme Wilhelm Wagenfeld[90]. En raison de son origine juive et de son affiliation au Parti social-démocrate (SPD), Otto Bamberger a été interrogé par la SA lors d'un voyage d'affaires à Francfort-sur-le-Main en 1933 et a été illégalement détenu à « Schutzhaft » pendant environ une semaine. Après l'intervention de sa femme Henriette, née Wolff (1891–1978), et avec l'aide d'un lieutenant de la police de Francfort qui a agi avec humanité et professionnalisme, il a pu rentrer chez lui au bout d'une semaine, bien qu'il soit devenu un homme brisé avec une grave dépression. Quelques mois plus tard, il mourut d'une crise cardiaque dans un sanatorium de Baden-Baden à l'âge de 48 ans[91],[92],[93]. Martin Luserke a annoncé sa mort à son fils de 12 ans, Klaus Bamberger (de)[83] ;
- Otto Bartning (en) (1883–1959), architecte de Bauhaus, SaM parent. Il a permis à sa fille, Marianne (née le 27 octobre 1910 à Berlin), d'aller à Schule am Meer[94] ;
- Maria Becker (1920–2012), SaM écolière. Elle n'avait pas de relation étroite avec ses parents, tous deux souvent absents en raison de leurs nombreuses apparitions sur scène et au cinéma. Elle était donc principalement soignée par sa grand-mère Fanny Fein, née Süssermann[95]. Son père de substitution est devenu son oncle, le traducteur autrichien Franz Fein (de) (1896–1947)[96], dont les publications ont été interdites dans l'État nazi[97]. À l'école, Maria Becker s'est distinguée de son père mal-aimé, Theodor Becker, en signant le nom de sa mère Maria Fein. Maria Becker a décrit sa scolarité à Schule am Meer comme le « moment le plus heureux » de sa vie. « Les enseignants nous ont pris au sérieux, les enfants, et les ont soutenus de toutes les manières imaginables. Cette expérience m'a laissé une profonde impression »[98]. Ce pensionnat lui a enlevé sa solitude et lui a donné un sentiment de liberté; les enseignants traitaient les élèves de la même manière. La première pièce dans laquelle Maria Becker est apparue a été dramatisée par Martin Luserke et mise en musique par Eduard Zuckmayer (en), qui a donné des cours de piano à Maria Becker[99]. Sous le Troisième Reich, elle était considérée comme une « métisse juive du premier degré » ou « demi-juive (en) ». Comme toutes les autres filles, elle a dû quitter SaM en 1933-34 parce que les nazis n'autorisaient pas la mixité et la vie commune des sexes dans un internat[100],[101]. À partir des années 1970, elle et son SaM camarade Klaus Bamberger (de) (1920–2008), du même âge qui a émigré en 1938, ont repris contact et vacances ensemble sur l'île de Nantucket en Massachusetts, ce qui lui rappelait Juist[102],[103] ;
- Theodor Becker (1880–1952), acteur allemand. Le SaM parent, en seconde mariage marié d'actresse Maria Fein (1892–1965), a emmené avec lui sa deuxième fille, Christine Becker, lorsqu'il s'est séparé de sa femme et l'a désormais appelée Theodora « Thea » Becker[104]. Sa fille aînée, Maria Becker (1920–2012), n'était pas en bons termes avec son père à cause de la séparation conjugale et surtout de la séparation d'avec sa petite sœur bien-aimée Christine[105]. Theodor Becker a visité l'île de Juist et Schule am Meer et a regardé de loin sa fille aînée Maria Becker jouer dans les dunes sur la plage de la mer du Nord. Cependant, il ne l'a pas rencontrée et ne lui a pas parlé. Sa fille ne l'a appris que plus tard par SaM professeur Erne Wehnert (1900–1985)[99]. Theodor Becker en quatrième mariage avait été marié à l'actrice allemande Helma Seitz (en) (1913–1995) depuis 1934. Ce mariage se termina par un divorce en 1937. Maria Becker a une demi-sœur issue de ce mariage, l'actrice Renate Becker (de) (née en 1935). Elle avait une autre demi-sœur issue du première mariage (1926) de son père ;
- Max Bondy (de) (1892–1951), éducateur progressif, fondateur des internats allemand, suisse et américain, cf. Windsor Mountain School (en) et un SaM parent. Sa fille Annemarie (née le 27 août 1918 à Vienne) a été brièvement transférée de Landerziehungsheim Schule Marienau (de) à Schule am Meer en 1932, mais n'y est restée qu'un peu plus de quatre mois avant de retourner à Marienau[106]. Le noble SaM élève Oswald zu Münster (de) a déménagé à Landerziehungsheim Schule Marienau après la fermeture définitive de l'internat Schule am Meer fin mars 1934 pour y faire son bac (Abitur)[107] ;
- Le noble Herbert von Borch (de) (1876–1961) était un diplomate allemand déployé en Asie de l'Est. Il a dirigé la commission allemande avec le consul Kurt Schirmer (de) (1877–1930) et le vice-consul Wilhelm Wagner (1884–1949) à Pékin, qui a négocié le traité de paix spécial entre la Chine et l'Allemagne conclu le 21 mai 1921 après la Première Guerre mondiale. Pendant que son fils était à Schule am Meer sur l'île de Juist, il fut conseiller d'ambassade à Tokyo à partir de 1925 et envoyé de 1ère classe (ambassadeur) à Pékin à partir de 1928 ;
- Herbert von Borch (de) (1909–2003), secessioniste de Freie Schulgemeinde (de) (= Communauté scolaire libre) de Wickersdorf en Forêt de Thuringe en 1925[108], SaM bachelier (mars 1928)[109], est issu de la noblesse de Magdebourg[110]. Il a étudié à Berlin, Francfort-sur-le-Main et Heidelberg chez Karl Jaspers et Alfred Weber. Il a obtenu son doctorat en 1933. La sociologie et l'histoire ont été ses principaux centres d'intérêt tout au long de sa vie. À partir de 1933, il travaille comme journaliste, de 1935 à 1939 comme correspondant étranger à Rome. À partir de juin 1944, il travaille comme référent au plénipotentiaire de Reich allemand pour le gouvernement italien[111]. En 1949, il a fondé un périodique de politique étrangère, qu'il a publié jusqu'en 1998 avec des hommes politiques allemands de divers partis, dont les anciens chanceliers Kurt Georg Kiesinger et Helmut Schmidt. L'édition en anglais s'intitulait German Foreign Affairs Review[112]. Entre 1953 et 1956, il a écrit les éditoriaux de politique étrangère pour le Frankfurter Allgemeine Zeitung (FAZ). De 1956 à 1965, il est correspondant à l'étranger du quotidien Die Welt aux États-Unis basé à Washington, D.C. En 1966, il devient correspondant américain du Süddeutsche Zeitung. À la fin des années 1970, il retourne en Allemagne. L'hebdomadaire Der Spiegel le décrit comme l'un des plus brillants observateurs de la scène américaine[113]. Le Deutsches Allgemeines Sonntagsblatt (de) a classé ses rapports politiques quotidiens et ses analyses sociologiques des États-Unis « parmi les meilleurs que la presse allemande ait jamais écrits sur l'Amérique ». L'hebdomadaire Die Zeit le décrit comme « un grand connaisseur de l'Amérique »[114]. Der Tagesspiegel: « Pour toute une génération d'Allemands, il a façonné leur image des États-Unis d'une manière compréhensible, imaginable et compréhensible avec ses vastes analyses et rapports sociologiques »[115] ;
- Gerhard Bry (de) (1911–1996), SaM bachelier (mars 1930)[116] qui a commencé à étudier le droit à Heidelberg (1930) et à Berlin (à partir de 1931). En raison de son activité politique dans la clandestinité communiste dans l'organisation marxiste « Org. » / « Neu Beginnen » il a dû abandonner ses études après l'arrivée au pouvoir des nazis[117],[118],[119],[120]. En 1936, il émigre avec sa future épouse Thea Hackelberg (après changement de nom: Thea Henkin) d'abord à Londres et de là en 1938 aux États-Unis[121],[122]. Pendant la Seconde Guerre mondiale, Bry a fourni à son compagnon marxiste Robert Havemann des cargaisons de nourriture et des publications scientifiques[123] ;
- Heinrich Cordes (de) (1866–1927) a travaillé au service étranger du ministère fédéral des Affaires étrangères en tant qu'interprète à la légation allemande et aux consulats allemands en Chine. À partir de 1901, il était directeur de banque de la Deutsch-Asiatische Bank (DAB) à Tientsin, à partir de 1905 également à Pékin. Il était marié au Chinois Yuksin Chou. Il a payé sa fille Clara (1907–1985) pour aller à Freie Schulgemeinde (de) (= Communauté scolaire libre) de Wickersdorf et, après son transfert de Pâques 1925, également pour fréquenter le Schule am Meer. Clara épousa plus tard son camarade de classe Hans Werner Skafte Rasmussen (de) (1906–1945), fils de Jørgen Skafte Rasmussen, actionnaire majoritaire de DKW, Audi, Horch et Wanderer ;
- Louis Crussard (1876–1959), un ingénieur spécialisé en technique minière, cofondateur de l'École nationale supérieure des mines de Nancy, vice-président du Conseil général des mines, président des Mines de potasse d'Alsace. Il a permis à ses deux fils jumeaux Jean et François Crussard (nés le 19 février 1911 à Saint-Étienne) de visiter Schule am Meer sur l'île de Juist en mer du Nord en État libre de Prusse en tant qu'invités du 27 juillet au 8 septembre 1929[124],[125] ;
- Eugen Diederichs (en) (1867–1930), éditeur important allemand, était l'un des délégués syndicaux de la Schule am Meer. Il connaissait déjà Martin Luserke de la Freie Schulgemeinde (de) (= Communauté scolaire libre) de Wickersdorf, que fréquenta son fils Jürgen (1901–1976)[126]. Là, il s'est prononcé contre Luserke en tant que directeur en 1910 parce qu'il voulait amener Max Maurenbrecher (en), théologien protestant et homme politique, à ce poste[127]. Le franc-maçon Diederichs était proche des idées völkisch et publia, par exemple, un article dans les communications de la Ligue militante pour la culture allemande, que l'idéologue nazi Alfred Rosenberg avait initié ;
- Grete Dispeker (1906–1999) était l'un des délégués syndicaux de la Schule am Meer. Elle a étudié l'allemand à Francfort-sur-le-Main, à Munich, à Berlin et à la Sorbonne à Paris. En septembre 1929, elle participe au voyage annuel de Schule am Meer, organisé par SaM élève autrichien Ulrich Sild (1911–1937) et se lie d'amitié avec SaM élève allemand Heinz-Günther Knolle (1912–1999) de Löhne, Westphalie. Elle a écrit son premier ouvrage littéraire sur ce voyage en 1932, qui n'a été publié qu'à titre posthume en 1999[128]. En 1961, elle a épousé son ami d'enfance, l'ancien professeur de la SaM Walter Jockisch (de) (1907–1970), devenu directeur d'opéra[129],[130] ;
- Paul Distelbarth (1879–1963), évangélique-luthérien, pacifiste, agriculteur, entrepreneur, journaliste, éditeur, écrivain et SaM parent, qui s’engage pour l'amitié franco-allemande. Il a permis à son troisième enfant et deuxième fils, Hagen (1918–1941), d'aller à l'école de plein air Schule am Meer pour renforcer son physique[17]. Là, Hagen se lie d'amitié avec Fritz Schindler (né le 30 janvier 1920 à Hambourg), un fils d'entrepreneur Julius Schindler (de). Hagen est mort en tant que soldat dans la Wehrmacht pendant la Seconde Guerre mondiale ;
- Alfred Döblin (1878–1957), psychiatre, écrivain et SaM parent. Il a permis à l'un de ses cinq fils, Peter (né le 27 octobre 1912 à Berlin), d'aller à Schule am Meer[131]. Quand Alfred Döblin dut quitter le Reich allemand à cause des nazis, Peter le suivit en France avec sa mère et ses deux frères. En 1935, Peter émigra de là aux États-Unis, où il travailla comme typographe pour le New York Daily News à New York City[132] ;
- Wilhelm Dyckerhoff (de) (1868–1956), député et fonctionnaire administratif, conseil d'État, conseil de surveillance de Dyckerhoff cimenterie et SaM parent[133]. Il a permis à son fils Arnold (né le 23 juillet 1913 à Sandhorst (en) près de Aurich) d'aller à Schule am Meer[134] ;
- Alfred Ehrentreich (de) (1896–1998), éducateur progressif, principal et auteur. Il connaissait Martin Luserke pour avoir travaillé ensemble à Freie Schulgemeinde (de) (= Communauté scolaire libre) de Wickersdorf[135]. Pendant un certain temps, Ehrentreich a présidé l'association Freunde der Schule am Meer (= Copains de Schule am Meer) ou successeur Aussengemeinde (= Communauté externe de la Schule am Meer) pour les anciens enseignants et élèves, leurs parents et les sympathisants de SaM[136],[137],[138] ;
- Maria Fein (1892–1965) actrice et directeur de théâtre. Le SaM parent était d'origine juive, mais convertie au catholicisme à un âge précoce. Elle a permis à sa fille Maria Becker (née le 28 janvier 1920 à Berlin) d'aller à Schule am Meer[139]. Le mari de Maria Fein, Theodor Becker, a emmené avec lui leur deuxième fille de quatre ans, Christine Becker, lorsqu'il s'est séparé de sa deuxième femme et l'a désormais appelée Theodora « Thea » Becker ;
- Adolphe Ferrière (1879–1960) de Genève-Champel était un pédagogue suisse, auteur et fondateur de l'Éducation nouvelle. Il était sourd depuis 1921 et était l'un des délégués syndicaux de Schule am Meer, qui informait et conseillait par écrit les parents intéressés[140] ;
- Emile France-Lanord (1879–1931), né à Geneuille (Doubs), diplômé de l'École centrale de Lyon (1900), est président de la Société immobilière de l'Est et administrateur de nombreuses sociétés: dirigeant de la Maison France-Lanord & Bichaton, entreprise générale de construction industrielle et de TP, Nancy, administrateur de Energie électrique suburbaine et administrateur Kuhn & Fleichel[141],[142],[143]. Il a permis à son fils Jean France-Lanord, né le 15 décembre 1912 à Nancy, de visiter Schule am Meer sur l'île de Juist en mer du Nord en État libre de Prusse en tant qu'invités du 20 juin au 16 juillet 1931[144] ;
- Hans Freyer (1887–1969), sociologue, historien et philosophe, président de l'association Freunde der Schule am Meer (= Copains de la Schule am Meer) ou successeur Aussengemeinde (= Communauté externe de la Schule am Meer) pour les anciens enseignants et élèves, leurs parents et les facilitateurs de SaM[136] En août 1934, après la fermeture de l'internat (fin de mars 1934), il resta à l'école pour parler à Martin Luserke avant de partir avec lui. Le 1er décembre 1934, Freyer préside l'assemblée extraordinaire de Aussengemeinde dans son domicile privé de Leipzig pour décider de sa dissolution[145],[146] ;
- Salomo Friedlaender (1871–1946), philosophe libertaire, écrivain et SaM parent qui a financé le séjour de son fils Heinz Ludwig Friedlaender (né le 12 juin 1913 à Berlin) à l'internat Schule am Meer[147]. Heinz Ludwig a déménagé sur l'île de l'école Goethe, une école secondaire réformée de Berlin-Halensee[148]. Cependant, il n'a pas pu s'acclimater à l'île de la mer du Nord et aspirait à retourner dans la grande ville ;
- Konrad Frielinghaus (de) (1907–1968), SaM écolier. Il a étudié les mines, l'administration des affaires et l'économie à Berlin. En 1933, il obtient son diplôme d'ingénieur des mines. Entre 1933 et 1935, il a été actif dans la clandestinité marxiste contre les nationaux-socialistes en tant que résistant de l'organisation « Org. » / « Neu Beginnen ». Il a été arrêté et condamné à la prison de 1935 à 1938. Jusqu'en 1945, il a travaillé dans l'extraction de minerai et de houille pendant la guerre. Cependant, cela a été interrompu par une affectation de trois ans dans une unité de stage de la Wehrmacht. Après la fin de la guerre, il a travaillé comme ingénieur à la Gelsenkirchener Bergwerks-AG (de) et a travaillé politiquement pour le Parti communiste d'Allemagne (KPD) et les syndicats. De 1948 à 1949, il a été employé au siège social d'IG Bergbau und Energie (en). Après cela, il a été actif en tant qu'ingénieur, scientifique et homme politique, alternativement ou parfois simultanément. Il s'installe en Algérie et y décède le 19 décembre 1968 des suites d'un accident de voiture[149] ;
- Adolf Grimme (1889–1963), politicien social-démocrate (SPD), ministre prussien de sciences, des arts et éducation, mécène de SaM. Il a été à plusieurs reprises en contact personnel bienveillant avec Martin Luserke (des lettres ont survécu à ce jour) lorsqu'il s'agissait de fonder et de diriger Schule am Meer[150]. Grimme était membre du conseil scolaire de Magdebourg vers 1925. À partir de 1928/29, il était Ministerialrat (= conseiller au ministère) au ministère prussien de l'Éducation et assistant personnel du ministre de l'Éducation. À partir de janvier 1930, il est ministre prussien des sciences, des arts et de l'instruction publique sous le nouveau gouvernement prussien. Jusqu'au Coup de Prusse en 1932, Schule am Meer était promue avec bienveillance par la bureaucratie ministérielle prussienne. Après cela, les forces politiques de droite ont bloqué et arrêté le financement ;
- Elisabeth Grüttefien-Kiekebusch (de) était peintre paysagiste. Elle était la veuve du peintre paysagiste berlinois Hermann Kiekebusch (* 1857). De Berlin-Lichterfelde, elle a permis à sa fille Ingrid (née le 14 juillet 1913 à Berlin) et à son fils Erasmus (né le 26 février 1916 à Berlin) d'aller à l'internat Schule am Meer[151],[152] ;
- Fritz Hafner (de) (1877–1969), peintre et SaM professeur de dessin, d'écriture, de reliure et d'histoire locale et SaM parent venait d'Autriche-Hongrie[2]. À partir de 1906, il travaille comme professeur d'art à la Freie Schulgemeinde (de) (= Communauté scolaire libre) et s'installe à SaM dans le cadre d'une sécession en mars 1925. Il a été membre du conseil d'administration de la Fondation Schule am Meer (de). Avec sa femme Christfriede, appelée « Christel », la famille est restée la seule de tout le personnel enseignant de l'île de Juist jusqu'à la fin de sa vie. À partir de 1934/35, il a pu transférer la collection de matériel pédagogique de l'internat, que lui et ses collègues Max Oettli (né 1903 à Saint-Gall), Dr Paul Reiner (de) et Dr Julia Miranda Erna Vohsen (née 1904 à Berlin) avaient constituée, au nouveau musée local de l'île de Juist [l'actuel Küstenmuseum Juist (de) (= musée côtier)], avant que son fils Lorenz Hafner (1919–1982) ne le remplace pendant encore trois ans, mais quitte ensuite l'île pour Hanovre. Les enfants Lore, Hanna et Lorenz sont élèves à SaM[153],[154],[155] ;
- Heinz Friedrich Hartig (de) (1907–1969), SaM professeur de musique, latin et allemand[156] ;
- Hans Hecht (de) (1876–1946), linguiste (études d'anglais), Shakespeare expert, donnait des conférences à SaM ;
- Alfred Hess (en) (1879–1931), industriel, collectionneur d'art, mécène d'art, membre de Parti démocrate allemand (DDP), 1919–1924 conseiller municipal d'Erfurt[157], mécène plus signicatif de SaM[3], membre de curatorium de Fondation Schule am Meer (de), l'un des délégués syndicaux de la Schule am Meer[137],[138] et SaM parent. Le marchand et fabricant était un collectionneur d'art bien connu et mécène qui entretenait des liens étroits avec la scène artistique expressionniste allemande des années 1920. Il a fait la promotion du Musée municipal de Erfurt (de) de façon soutenue. Des quotidiens d'Erfurt l'ont calomnié en tant qu'« agent juif bolchevique »[158],[159]. Le livre d'or de la famille Hess, publié par Hans Hess (en) avec le consentement de sa mère Thekla Hess (1884–1968), née Pauson dans la seconde moitié des années 1950, est considéré comme un témoignage unique de la scène artistique expressionniste dans l'Empire allemand des années 1920[160]. Par exemple, Alfred Hess était en contact avec Lyonel Feininger, Salomo Friedlaender et Walter Kaesbach (de), qui faisaient aller leurs enfants à la Freie Schulgemeinde (de) (= Communauté scolaire libre) à Wickersdorf, tout comme Alfred Hess et sa femme Thekla. Alfred Hess était propriétaire de la deuxième plus grande usine de chaussures allemande M. & L. Hess (de) avec plusieurs sites. À partir d'octobre 1924, Alfred Hess était membre du conseil d'administration de la fondation de Schule am Meer. Ses origines juives justifient en partie le rejet de SaM par les insulaires, qui en 1925 l'ont diffamé dans leur dialecte comme une « école juive ». Alfred Hess est considéré comme le facilitateur le plus important de l'internat Schule am Meer. Il a financé son unique enfant, Hans Hess (en) d'aller à Schule am Meer après avoir fréquenté Odenwaldschule et Freie Schulgemeinde (de) (= Communauté scolaire libre). Lorsqu'Alfred Hess mourut subitement en décembre 1931 à l'âge de 51 ans seulement, une chaîne d'événements imprévisibles commença et eut un impact négatif sur le développement futur de l'internat ;
- Hans Hess (en) (1907–1975), SaM écolier. Il a d'abord fréquenté Odenwaldschule avant de rejoindre Freie Schulgemeinde (de) (= Communauté scolaire libre) dirigée par Martin Luserke en 1923. Avec Luserke, Paul Reiner (de), Rudolf Aeschlimann (de), Fritz Hafner (de), leurs familles avec onze enfants à eux et quinze autres élèves, dont Herbert von Borch (de), Hans Werner Skafte Rasmussen (de), Ove Skafte Rasmussen (de) et l'ami proche de Hans Hess, Boris Smirnoff (né le 23 juin 1907 à Léningrad) partie d'une sécession qui l'a conduit à Juist[108],[161]. À partir de 1927, il étudie l'histoire de l'art à l'Université de Genève et à la Sorbonne à Paris. En 1928, il séjourne aux États-Unis pour étudier le marketing et la publicité dans l'entreprise industrielle de son père. En raison du décès prématuré de son père en 1931, il doit abandonner ses études et rejoindre la direction de ses plantes[162],[163]. Ce n'est que trois décennies plus tard qu'il a pu reprendre ses études, obtenant une Master of Arts (M.A.) à Leeds, dans Yorkshire de l'Ouest. Pour cela, il a écrit une dissertation sur George Grosz[164]. Hans Hess a été nommé officier de l'ordre de l'Empire britannique par la reine Elizabeth II en tant que conservateur de la City of York Art Gallery en 1958[165],[166],[167] ;
- Else Jaffé (1874–1973), née Freiin von Richthofen[168], l'une des premières femmes spécialistes des sciences sociales en Allemagne, membre de curatorium de la Fondation Schule am Meer (de). Vers 1913, Paul Reiner (de) agit comme précepteur des quatre enfants de Jaffé à Wolfratshausen. Pendant la Première Guerre mondiale, Wolfratshausen était l'une des adresses du domicile de Paul Reiner. Marianne Jaffé (1905–1991), ancienne élève de la Freie Schulgemeinde (de) (= Communauté scolaire libre) de Wickersdorf de 1923 à 1924[169], était l'une des assistantes de Schule am Meer depuis sa création[108] ;
- Walter Jockisch (de) (1907–1970), professeur d'allemand, très impliqué dans le théâtre de l'internat. Le compositeur allemand Hans Werner Henze l'a décrit comme un « professeur anthroposophique maigre et un homme de théâtre »[170]. À partir de 1930, Jockisch se lie d'amitié avec son élève Heinz-Günther Knolle (1912–1999), qu'il soutient également lors de ses études ultérieures. À partir de 1935, Jockisch travaille comme metteur en scène, dramaturge, metteur en scène, conseiller artistique, metteur en scène et directeur artistique à Francfort-sur-le-Main, Göttingen, Essen, Darmstadt, Kiel, Hanovre, Oberhausen, Heidelberg, Bonn et en Suisse à Lucerne et enfin à Münster[171]. À partir de 1947, Jockisch vivait avec son amie d'enfance Grete Weil, née Dispeker, qui était revenue de l'émigration néerlandaise et qui avait été mariée à son ami Edgar Weil (de) (1908–1941), qui avait été assassiné dans le Camp de concentration de Mauthausen en 1941[172]. En 1961, Grete Weil et Walter Jockisch mariés[173],[174] ;
- Walter Kaesbach (de) (1879–1961), historien de l'art, dirécteur de l'Académie des beaux-arts de Düsseldorf et un important mécène de l'art de l'expressionnisme. Il était l'un des délégués syndicaux de la Schule am Meer et un SaM parent. Il a permis à son fils Walter (né le 8 juillet 1917 à Hambourg) d'aller à Schule am Meer[175]. À l'occasion d'un voyage d'étude, Dr Walter Kaesbach a personnellement guidé les étudiants de SaM à travers une exposition de peinture moderne à Düsseldorf et une autre du sculpteur et graveur allemand Wilhelm Lehmbruck à Duisbourg ;
- Alfred Kantorowicz (de) (1880–1962) de Berlin a été le premier professeur de médecine dentaire à partir de 1923 à l'Université rhénane Frédéric-Guillaume de Bonn. Il fut le premier allemand à développer un système de prévention des maladies dentaires, notamment dans les écoles[176]. Pendant la Première Guerre mondiale, il travaille un temps comme chef de cabinet dentaire à l'hôpital de réserve de Haguenau en Alsace. En 1917, il reçoit la Croix de fer de 2e classe pour son engagement. Entre 1919 et 1933, il a été conseiller municipal et membre du groupe parlementaire SPD à Bonn. Kantorowicz et sa première épouse Frieda (1905–1968), appelée Friedel, plus tard correspondant de l'Allgemeiner Deutscher Nachrichtendienst (ADN) à l'Organisation des Nations unies (ONU)[177], ont eu quatre enfants, ils ont permis à leur fille Anna Margarethe (née le 3 août 1913 à Munich) et son fils Georg Friedrich (né le 27 février 1921 à Bonn) d'aller à l'internat Schule am Meer[178],[179]. Anna a passé son bac (Abitur) en mars 1933[180]. Le 1er avril 1933, Alfred Kantorowicz est arrêté et emmené au camp de concentration de Börgermoor et le camp de concentration de Lichtenburg[176]. Le 23 septembre 1933, il est officiellement renvoyé de la fonction publique prussienne et son doctorat honorifique, qu'il avait reçu en 1926, est révoqué. Le 5 novembre 1933, il est libéré du camp de concentration. Il a pu accepter un appel à l'Université d'Istanbul et a quitté l'Allemagne avec sa famille. En 1946, il est rappelé à l'Université de Bonn, mais ne peut plus y reprendre son travail universitaire pour des raisons de santé. En 1948, il a pris sa retraite, mais était alors toujours actif en tant qu'officier de santé au ministère de l'Intérieur de Rhénanie-du-Nord-Westphalie[181],[182],[183] ;
- Hubert H. Kelter (de) (1909–1999), SaM bachelier (mars 1929). Il a étudié l'économie[184]. Il a commencé sa formation à Kiel Institute for the World Economy (en), a étudié à l'Université de Bonn chez Arthur Spiethoff et à l'Université de Fribourg-en-Brisgau chez Walter Eucken. En 1949 Kelter et des camarades de SaM fondent la Martin-Luserke-Gesellschaft (= Société Martin Luserke) dont Kelter était président, pour encourager la réédition des livres de l'auteur démuni[185]. Hubert Kelter, économiste diplômé, a travaillé comme syndic à la Chambre de commerce (de) de Hambourg, comme directeur de la Bibliothèque du commerce (de) à Hambourg, comme éditeur et auteur[186] ;
- Felicitas Kestner (en) (1914–2001), née Cohnheim, SaM écolière, connue sur le nom de Felicitas Kukuck, fille de professeur universitaire de physiologie Otto Kestner (de) a fréquenté l'école progressive Lichtwarkschule (de) à Hambourg jusqu'en 1933[187]. La prise du pouvoir par les nationaux-socialistes marque un tournant profond dans sa vie. Ce n'est qu'alors qu'elle a découvert qu'elle avait des ancêtres juifs. C'est la raison pour laquelle ses parents ont changé le nom de famille d'origine Cohnheim en Kestner en 1916. Après la « Gleichschaltung » nazie de l'école Lichtwarkschule, elle a eu « beaucoup de chance », qu'elle a été admise à Schule am Meer, contrairement aux conditions d'admission de l'internat, pour lequel elle était déjà trop âgée. Ses parents espéraient que l'école privée lui donnerait une plus grande distance par rapport au national-socialisme. Mais il y avait aussi des nationaux-socialistes sur l'île de Juist, qui ont rapidement commencé à influencer la vie scolaire quotidienne. Malgré la résistance des élèves et des enseignants, SaM n'a pas pu empêcher la formation d'un groupe de la jeunesse hitlérienne (HJ) au sein de l’internat. Ce groupe a divisé la communauté scolaire précédemment fermée en essayant d'exclure et de discriminer les camarades de classe et les enseignants juifs, socialistes et communistes. La majorité des élèves et des enseignants sont cependant restés solidaires. Felicitas a ensuite pu déclarer dans son autobiographie que son séjour d'un an à Schule am Meer avait été « une année merveilleuse ». Cela était également dû au fait qu'elle a grandement bénéficié d'Eduard Zuckmayer (en), qui l'a soutenue de manière significative dans son développement musical là-bas[188]. Après la fermeture de l'internat, Martin Luserke lui a recommandé de passer à Odenwaldschule, où elle a de nouveau rencontré Eduard Zuckmayer l'année scolaire suivante jusqu'à ce qu'elle obtienne son diplôme d'études secondaires[189] ;
- Otto Kestner (de) (1873–1953) est le fils du professeur universitaire israélite de pathologie Julius Cohnheim (1839–1884). Otto Cohnheim a grandi à Leipzig et il a étudié la médecine là-bas et à Heidelberg. Il obtient son doctorat en 1896 et son habilitation en physiologie en 1898. Pendant la Première Guerre mondiale, il a été employé comme Médecin légiste aéronautique. En 1916, il s'est converti du judaïsme au christianisme protestant et a été baptisé. À cette occasion, il fit changer son nom de famille à consonance juive Cohnheim en Kestner. En 1919, il est nommé professeur titulaire et directeur de l'institut à l'Université de Hambourg. En 1923, il devient franc-maçon à Hambourg. Il a permis à sa fille Felicitas de fréquenter l'école progressive Lichtwarkschule (de) à Hambourg. Après leur « Gleichschaltung » nazie en 1933 il a payé pour que sa fille aille à l'internat progressif Schule am Meer sur l'île de Juist. Après la fermeture de l'internat sur fond de « Gleichschaltung » et d'antisémitisme d'État en fin de mars 1934, il finance également son séjour à l'Odenwaldschule afin qu'elle puisse y prendre son bac (Abitur). Le 30 juin 1934, Otto Kestner a été contraint à la retraite pour des raisons « raciales » en raison de son origine juive. En 1939, il émigre en Grande-Bretagne avec son épouse. De mai à septembre 1940, tous deux furent internés classé comme Enemy alien (en) (=  étranger ennemi) sur l'île de Man. Il a ensuite pu travailler scientifiquement dans divers instituts jusqu'à son retour en Allemagne en 1949[190],[191],[192] ;
- Fritz Könekamp (de) (1897–1977), SaM professeur de mathématique, physique et d'économie nationale. Il fréquente les écoles secondaires des villes alsaciennes de Strasbourg et de Colmar. Il a servi comme soldat sur le Front de l'Ouest pendant la Première Guerre mondiale et a été fait prisonnier de guerre par les Français en 1916 lors de la bataille de la Somme[193]. Il a été envoyé au Stobs Military Camp (en) (= camp d'internement anglais) en Ecosse par les troupes anglaises. À partir du 1er février 1917, il fréquente le Fridericianum (de) à Davos, en Suisse, afin d'y passer l'examen de fin d'études des anciens combattants en février 1918[194]. Après la guerre il étudie à l'Université de Bâle, à l'Université de Fribourg et l'Université Frédéric-Guillaume de Berlin. D'août 1928 à mars 1932, il enseigne à Schule am Meer[195] avec sa femme Irmgard Könekamp, née Leverkus (1902–1969)[196]. En tant qu'opposant au nazisme et en tant que membre de Bund Entschiedener Schulreformer (= Association des réformateurs scolaires décisifs), Könekamp était après le 30 janvier 1933 poursuivi par la « Gestapo »[197]. Il s'est échappé en Angleterre via la Suisse, la France, l'Espagne, le Portugal et le Maroc, où, en tant qu'Allemand, il a été classé comme Enemy alien (en) (=  étranger ennemi) après la déclaration de guerre en 1939 et emmené par bateau à travers l'Atlantique Nord pour un camp d'internement canadien où il a dû passer cinq ans. Après la guerre, il retourne en Angleterre et s'installe au Pays de Galles sous le nom Frederick Edward Konekamp (peintre)[198] ;
- Adolf Köster (1883–1930), politicien social-démocrate (SPD), tour à tour Ministre allemand de l'Extérieur et Ministre allemand de l'Intérieur pendant la république de Weimar, ambassadeur, publiciste et SaM parent. Il a permis à ses fils Hans Henning (né le 18 mai 1913 à Gauting près de Munich)[199], Jens Uwe (né le 17 mars 1915 à Blankenese près de Hambourg) et Peter (né le 25 octobre 1922 à Berlin) d'aller à Schule am Meer[200],[201] ;
- Beate Köstlin (1919–2001), SaM écolière de la province de Prusse-Orientale[202], connue internationalement sous le nom de Beate Uhse. En tant qu'enfant, elle a sauté du toit du manoir de son père Otto Köstlin (1871–1945) pour imiter le vol et s'est cassé les os. De 1932 à 1934, elle a été confrontée aux avions qui atterrissaient sur la plage au nord de SaM. Elle a eu sa première occasion de voler le long dans l'un des champs de chaume de ses parents lorsque deux jeunes hommes y ont atterri et l'ont suppliée de voler le long à plusieurs reprises avec eux[203]. Dans son autobiographie, elle décrit à quel point elle aimait beaucoup le S.a.M. Le principal de l'internat, Martin Luserke, son « professeur préféré », était un « homme fantastique », « généreux et plein d'esprit » et « compréhensif »[204]. Elle a navigué plusieurs fois à bord du navire poète Krake ZK 14 (en) de Luserke, qui a été acquis en 1934 ;
- Margarete Köstlin-Räntsch (de) (1880–1945), l'une des premières femmes médecins agréés en l'Empire allemand et SaM parent. Avec sa mari Otto Köstlin (1871–1945), originaire du Wurtemberg, elle cherchait spécifiquement un internat progressif avec une éducation libérale et un large éventail d'activités sportives et musicales afin de permettre à leur plus jeune fille d'acquérir une meilleure éducation et d'interagir avec des personnes partageant les mêmes idées[204]. Elle a permis à leur fille Beate Köstlin d'aller Schule am Meer[202]. Margarete Köstlin-Räntsch a été assassinée avec son mari Otto Köstlin sur le domaine Wargenau (de) près de Cranz de Prusse-Orientale en 1945 par l'avancée des troupes soviétiques[205] ;
- Hedda Korsch (de) (1890–1982), cofondatrice du Parti communiste d'Allemagne (KPD), professeur, temporairement enseignante à SaM. Elle a encouragé Paul Reiner (de) pendant la révolution allemande de 1918-1919 à s'engager politiquement dans le sens du Jugendbewegung[206],[207],[208] ;
- Walter Kühne (1875–1956) était un peintre, dessinateur et graphiste de Jamlitz en Basse-Lusace[209]. Il a permis à son plus jeune fils Walter Georg (en) (1911–1991) d'aller à Schule am Meer[210]. Walter Kühne avait enseigné en 1915–16 comme professeur de dessin à la Freie Schulgemeinde (de) (= Communauté scolaire libre) que ses enfants Wolfgang (* 1902), Marianne (* 1907) et Walter Georg fréquentent comme élèves[211],[212] ;
- Walter Georg Kühne (en) (1911–1991), SaM bachelier (mars 1930)[210],[213] avait déménagé de la Freie Schulgemeinde (de) (= Communauté scolaire libre) de Wickersdorf à Schule am Meer sur l'île de Juist au printemps 1925 dans le cadre de la sécession. Il est resté ami avec l'ancien élève de Wickersdorf et communiste Ernst Putz (de) jusqu'à son suicide en 1933. Le communiste Kühne a émigré en Grande-Bretagne pendant l'époque nazie. Là, au début de la Seconde Guerre mondiale, il inspire les paléontologues de l'Université de Cambridge, à qui il présente les défenses de mammouths qu'il a lui-même découvertes[214],[215],[216],[217]. Après la fin de la guerre, il retourna en Allemagne, étudia et obtint son doctorat, et fut plus tard qualifié comme professeur. Il a ensuite enseigné à l'Université libre de Berlin, où il a fondé l'Institut de paléontologie en 1958[218],[219]. Il était aussi connu comme auteur spécialisé. Il a publié entre autres un livre sur la paléontologie et le matérialisme dialectique[220],[221] ;
- Ernst Kurth (1886–1946), musicologue suisse, était l'un des délégués syndicaux de la Schule am Meer[222],[223] ;
- Wilhelm Lehmann (1882–1968) était un professeur de doctorat et écrivain né en Venezuela. Entre 1912 et 1917, il est professeur à la Freie Schulgemeinde (de) (= Communauté scolaire libre) de Wickersdorf, où il rencontre Martin Luserke, qu'il y voit comme directeur jusqu'au début de la Première Guerre mondiale en 1914. Comme Luserke, Lehmann a également eu un conflit pédagogique avec son collègue Gustav Wyneken. Comme Luserke, Lehmann a participé à la Première Guerre mondiale à partir de 1917. En septembre 1918, cependant, Lehmann déserte intentionnellement et est fait prisonnier de guerre par les Britanniques. C'est le sujet du roman de Lehmann de 1925–1927, Der Überläufer (= Le défecteur), qui n'a été publié qu'en 1962[224]. Alfred Döblin, père d'un autre élève ultérieur de la SaM, a décerné à Lehmann le Prix Kleist en 1923, en même temps que Robert Musil. Lehmann a ensuite permis à son fils Konrad (né le 22 mai 1917) d'aller à Schule am Meer[225] ;
- Ernst Leitz II (1871–1956), fabricant et SaM parent, décide en 1924 de lancer l’appareil photo  « Leica » 35 mm. À partir de 1925, il finance le séjour de son fils Günther Leitz (de) (1914–1969) au l'internat Freie Schulgemeinde (de) (= Communauté scolaire libre) à Wickersdorf et Schule am Meer sur l'île de Juist ;
- Günther Leitz (de) (1914–1969), fils d'entrepreneur  Ernst Leitz II, fréquente à partir du 15 septembre 1927 l'internat Schule am Meer, ayant auparavant été enseignée par des tuteurs[226]. Il a documenté la vie scolaire quotidienne avec un appareil photo « Leica » 35 mm. Cela provenait de la production de l'entreprise d'optique Leitz (de) à Wetzlar, qui était dirigée par son père[227]. Pour ses 18 ans, il offre à son camarade de classe et ami, le noble Oswald zu Münster (de) (1917–2003), de trois ans son cadet, un appareil photo reporter « Leica IIIa » qui vient d'être lancé. Ce faisant, il a contribué à façonner la vie future de son jeune ami, qui a photographié et publié avec un « Leica » toute sa vie. Tous deux avaient fait partie de l'orchestre de la SaM ayant joué du violoncelle sous Eduard Zuckmayer (en). Après un apprentissage commercial, Günther a repris la direction de Ernst Leitz GmbH en 1956[228]. Il se consacra principalement à la création d'un bureau d'études sur les verres optiques et à l'implantation d'une usine au Canada ;
- Friedrich Wilhelm Lienau (1876–1973) était l'éditeur et propriétaire du Robert Lienau Musikverlag (de) (Carl Haslinger quondam Tobias) à Vienne. Son fils Wilhelm Otto Wolfgang (né le 15 janvier 1916) fréquenta la Schule am Meer de 1928 à 1934, où il réussit son bac (Abitur)[229]. Wilhelm Otto Wolfgang Lienau et SaM élève Ulrich Sild (1911–1937) faisaient partie du comité local Wandervogel du vingt-et-unième arrondissement (Floridsdorf) de Vienne et camarades alpinistes[230] ;
- Karl Siegfried Ludwig (de) (1917–2007), appelé « Friedel », SaM écolier d'avril 1927 à mars 1934[231]. Il n'avait pas connu une vraie vie de famille. Sa mère lui rend visite, accompagnée de l'écrivain Carl Zuckmayer, dans l'île de Juist. Yvan Goll écrit à sa femme Claire le 22 février 1931 à propos de Paula Ludwig: « Elle a aussi un fils de 13 ans qui vit dans une communauté scolaire au bord de la mer. Scion illégitime. […] Maintenant, elle écrit ces poèmes à son garçon ». Les frais de scolarité étaient payés par son père biologique, le copropriétaire d'une imprimerie, éditeur et officier Walter Rose (1881–1962) de Neurode en Basse-Silésie. C'est Friedel qui, à partir de 1930 environ, développe les nombreuses photographies prises par les élèves et les professeurs. Parmi ceux-ci, il a réalisé des tirages papier ou un nombre ordonné d'exemplaires, attestés par des notes manuscrites au verso. Pour lui, c'était un exercice pour sa vie future, car il est devenu un photographe « Leica » passionné. Il était ami pour la vie avec son camarade de classe Günther Leitz (de) (1914–1969), le fils cadet du fabricant « Leica ». Grâce à lui, après la fermeture de l'internat, il a reçu un apprentissage dans la société d'optique Ernst Leitz (de), est devenu commis industriel et photographe[232]. Après Reichsarbeitsdienst (RAD), il suit sa mère à Paris. Son amie Erika Mann l'a aidée. À Paris, il suit des cours de sculpture à l'Académie Ranson chez Aristide Maillol. Il est envoyé dans un camp d'internement dans le sud de la France après le début de la guerre[233]. Après l'occupation de Paris par la Wehrmacht, il est libéré et traverse les Pyrénées vers l'Espagne, où il est de nouveau interné. Lors de son inscription, il a accidentellement saisi son nom de manière incorrecte et a donc reçu des papiers d'identité dans lesquels son nom était inversé: à « Ludwig Friedel ». Il le resta jusqu'à la fin de sa vie. Il a reçu du matériel de lecture dans les camps par d'anciens camarades de SaM et d'autres amis, a appris des langues et a peint son environnement. De nouveau libre, Friedel travaille à Madrid pendant trois ans comme professeur de langues et étudie la sculpture. En décembre 1946, il arrive à Rio de Janeiro, où il travaille comme photographe indépendant. Fin 1947, il s'installe chez sa mère à São Paulo[234]. En 1956, Friedel retourna en Allemagne, où il obtint du travail de son ami Günther Leitz. En tant que photographe « Leica » bien connu dans les milieux professionnels, il a enseigné entre autres à la « Leica Akademie » et des photographes formés[235] ;
- Paula Ludwig (en) (1900–1974), poétesse autrichienne-allemande, SaM parent[231], était la mère de SaM élève Karl Siegfried Ludwig (de) (1917–2007), appelé « Friedel ». Elle est restée avec son ami, l'écrivain et dramaturge allemand Carl Zuckmayer, à Schule am Meer pour rendre visite à son fils[236]. Dans la vieillesse, elle a été soutenue financièrement par le camarade de classe de son fils, Günther Leitz (de) (1914–1969)[237] ;
- Martin Luserke (1880–1968), appelé « Lu » (dire comme: lou), éducateur progressif, franc-maçon, principal aux multiples talents de Freie Schulgemeinde (de) (= Communauté scolaire libre) en Thuringe (mandats 1910–1914, 1917–1919, 1920–1925) et plus tard de Schule am Meer à Juist (mandat mai 1925 – septembre 1934), professeur de la mathématique, allemand et religion, conteur, écrivain, griot, créateur de théâtre, membre de curatorium de Fondation Schule am Meer (de), primus inter pares du Kameradschaft (de)[31] des Ours et SaM parent[4]. Les enfants Ursula (née le 20 janvier 1910 à Wickersdorf, Thuringe), Klaus (né le 6 octobre 1912 à Wickersdorf, Thuringe), Heiner (né le 4 août 1914 à Wickersdorf, Thuringe) et Dieter (né le 15 septembre 1918 à Wickersdorf, Thuringe), étaient élèves à SaM[238],[239],[240],[241]. En 1954, Martin Luserk a reçu la croix du mérite de l'ordre du Mérite de la République fédérale d'Allemagne pour ses services au théâtre amateur dans les écoles allemandes ;
- Heinrich Meyer (en) (1904–1977), SaM professeur d'allemand, anglais, latin et histoire[242],[243]. Meyer était sur Juist du 23 février 1929 à Pâques 1931 et a enseigné à l'internat pendant deux années scolaires avant d'émigrer aux États-Unis. En raison de la Grande Dépression, il se rend aux États-Unis pendant les vacances d'été de 1930 et y explore ses opportunités professionnelles[244]. En1931, il est devenu membre de l'Aussengemeinde (Communauté externe de la Schule am Meer)[245]. En Amérique, il a enseigné en tant que professeur d'allemand et de littérature dans diverses universités. En 1939, il permit au lettré allemand Eduard Berend (de) d'échapper à la déportation et à la mort[246]. En 1972, Meyer a reçu la croix du mérite, première classe, de l'ordre du Mérite de la République fédérale d'Allemagne. À travers l'horticulture pratiquée à Schule am Meer, Meyer est resté très intéressé par ce sujet tout au long de sa vie. Il a recueilli et étudié entre autres un grand nombre de livres allemands et étrangers de plusieurs siècles sur le sujet. Il a également planté lui-même des milliers de bulbes de fleurs au fil des décennies[247] ;
- La noble Irmgard zu Münster (1891–1967), née von Trützschler (de) Freiin zum Falkenstein, est l'une des délégués syndicaux de la Schule am Meer et l'une des facilitatrices[248]. Son mari, le noble Wladimir Ernst zu Münster (de) est un officier allemand et un agriculteur dans la domaine seigneurial (de) de sa famille à Kniestedt (de) près de Salzgitter en Basse-Saxe. En tant qu'officier, il avait une orientation nationale allemande, tandis que sa femme est social-libérale. Elle est politiquement intéressée et socialement engagée. Elle a peut-être été le moteur du choix d'une école progressive pour son fils Oswald zu Münster (de)[249]. Sa mère est très cultivée, instruite et douée pour l'art. En 1938, le siège de la famille a été exproprié avec toutes ses terres, parce que la Reichswerke Hermann Göring voulait y pousser l'expansion de l'extraction de minerai et les forges en vue de la guerre planifiée par Adolf Hitler. La famille a donc déménagé à Winnerod (de) près de Giessen en Hesse, toujours dans une ferme avec agriculture ;
- Le noble Oswald zu Münster (de) (1917–2003)[250], appelé « Ossi », a fréquenté l'internat Schule am Meer du 18 avril 1931 au 26 mars 1934, jusqu'à sa fermeture définitive. Là, il était un ami proche de Günther Leitz (de), de trois ans son aîné. Tous deux jouaient du violoncelle sous la direction d'Eduard Zuckmayer (en) dans l'orchestre de l'internat. Oswald zu Münster est un membre de dj.1.11 (en), une ligue de jeunes au sein du Freischar allemand (en). Comme toutes les ligues de jeunes allemandes, celles-ci ont été fusionnées avec les Jeunesses hitlériennes (HJ) après l'arrivée au pouvoir des nazis. Avec dix autres camarades de la SaM, il dut se rendre à Landerziehungsheim Schule Marienau (de) de Dahlem, où il appartenait à la Kameradschaft (de)[31] du directeur d'école Max Bondy (de). Lá, Günther Leitz lui a offert un appareil photo reporter « Leica IIIa » pour ses 18 ans. Ce faisant, il a contribué à façonner la vie future de son jeune ami, qui a photographié et publié avec un « Leica » toute sa vie. Ses photos documentaires ont été publiées à titre posthume (2015) en six volumes illustrés[251], le premier volume comprenant des photos que son SaM camarade Günther Leitz. « Ossi » avait une amitié de longue date avec lui et son primus inter pares de Kameradschaft des dauphins, Eduard Zuckmayer[227] ;
- Les peintres expressionnistes Heinrich Nauen (1880–1940) et son épouse Marie von Malachowski-Nauen (de) (1880–1943) ils sentaient le SaM comme établissement d'enseignement approprié pour leur fille Nora (née en 1908) et leur fils Joachim (né en 1916), appelé « Acki ». Il est possible que les Nauen aient été mis au courant du Schule am Meer par leur ami et facilitateur Walter Kaesbach (de), le dirécteur de l'Académie des beaux-arts de Düsseldorf, parce qu'il était l'un des délégués syndicaux de la Schule am Meer et un SaM parent ;
- Le peintre allemand Jan Oeltjen (de) (1880–1968) et sa seconde épouse, la peintre autrichienne Elsa Oeltjen-Kasimir (de) (1887–1944), ont financé leur fille Leni (née le 16 janvier 1910 à Rome), du premier mariage d'Oeltjen avec la peintre Johanna Feuereisen (1873–1947), le séjour au SaM[252]. Leni a ensuite rejoint l'Aussengemeinde (= Communauté externe de la Schule am Meer)[253].
- Rolf Pappiér (1914–1998), SaM bachelier (mars 1933), mémoire avec distinction[254]. Né à Shanghai, Friedrich Rolf Pappiér est issu d'une famille de marchands de Brême active dans le commerce international, par ex. en Argentine et en Chine. Adolescent, il développe un grand intérêt pour les arts plastiques. Dans son diplôme du baccalauréat, il a été explicitement honoré pour sa grande exposition de dessins faits par lui-même[255],[180]. En 1936, il émigre en Argentine et y travaille avec succès en tant que réalisateur, directeur artistique, scénographe et acteur[256]. Il a changé son nom en Ralph Pappier, sans l'accent aigu. Dans les années 1940 et 1950, il a reçu plusieurs prix pour son travail ;
- Robert Wichard Pohl (1884–1976), physicien, professeur d'université, mécène de SaM a soutenu Schule am Meer avec un don généreux d'une variété d'instruments de musique pour leur salle de musique et l'orchestre de l'internat[12]. À l'époque nazie, il appartenait au cercle conservateur de l'opposition autour de l'ancien maire de Leipzig, Carl Friedrich Goerdeler[257]. Le contact de Pohl fut exécuté en janvier 1945, Goerdeler le mois suivant ;
- Arne Skafte Rasmussen (de) (1912–1994), SaM écolier[258], qui sort de Schule am Meer le 28 mars 1930 puis reçoit une formation technique. Il a ensuite travaillé dans la recherche et le développement pour Auto Union, dans la fusion de laquelle (DKW, Audi, Horch, Wanderer) son père Jørgen Skafte Rasmussen a joué la position clef. Arne a ensuite travaillé dans le développement de moteurs pour le petit constructeur automobile Framo (en) et plus récemment pour Fichtel & Sachs ;
- Hans Werner Skafte Rasmussen (de) (1906–1945), SaM écolier qui avait déménagé de la Freie Schulgemeinde (de) (= Communauté scolaire libre) de Wickersdorf à Schule am Meer sur l'île de Juist au printemps 1925 dans le cadre de la sécession[108],[259] ;
- Jørgen Skafte Rasmussen (1878–1964), ingénieur danois, industriel (DKW, Auto Union etc.) et SaM parent a permis à ses fils Hans Werner, Ove et Arne d'aller à Schule am Meer[259],[260],[261] ;
- Ove Skafte Rasmussen (de) (1909–1995), SaM bachelier (mars 1929)[260] avait déménagé de la Freie Schulgemeinde (de) (= Communauté scolaire libre) de Wickersdorf à Schule am Meer à Juist au printemps 1925 dans le cadre de la sécession[108]. Avec son frère aîné Hans Werner, il était déjà à Loog de Juist le 15 janvier 1925. Il a passé son bac, accompagné de pergélisol et de brouillard épais. En tant qu'étudiant en économie à Munich, il est devenu membre de Aussengemeinde (= Communauté externe de la Schule am Meer)[262] au printemps 1930 et l'un des délégués syndicaux[263]. Il a complété ses études par un double doctorat (Dr oec. publ. et rer. pol.) et a ensuite été directeur général de Eisenwerk Erla G.m.b.H. (en), que son père avait repris en 1928. En 1949, près de Francfort-sur-le-Main, Ove fonde Rasmussen GmbH (en), fournisseur de l'industrie automobile ;
- Paul Reiner (de) (1886–1932), docteur ès sciences, SaM professeur de chimie et physique, directeur adjoint, primus inter pares du Kameradschaft (de)[31] des Pingouins, communiste, membre de curatorium de Fondation Schule am Meer (de) et SaM parent[6]. Paul Reiner est issu du Jugendbewegung. Dans sa jeunesse, il a admiré Gustav Wyneken et tout au long de sa vie Stefan George, avec qui il a été en contact de temps à autre[264]. Pendant ses études, il a travaillé comme assistant de l'économiste politique et sociologue Alfred Weber[265],[266],[267]. Il a obtenu son doctorat en chimie de l'Université de Heidelberg en 1912. En 1913, il travaille à l'Odenwaldschule et comme précepteur privé pour les quatre enfants d'Else Jaffé et d'Edgar Jaffé à Wolfratshausen[268],[264],[266]. En tant que soldat et plus récemment en tant que lieutenant, il a été décoré trois fois[269],[270],[271]. Au lendemain de la révolution allemande de 1918-1919, Paul Reiner, Martin Luserke, Karl August Wittfogel, Karl Korsch et Hedda Korsch (de) était destiné à enseigner dans une école de conseils pour la classe ouvrière à Iéna, Thuringe[272]. Les enseignants et les élèves devaient appartenir à un parti socialiste ou communiste. En 1923, Paul Reiner a travaillé comme assistant du ministre de la Justice, le marxiste-léniniste Karl Korsch, dans le gouvernement d'État de Thuringe, qui avait été formé par une coalition de socialistes et de communistes. À partir de 1919, il était professeur à Freie Schulgemeinde (de) (= Communauté scolaire libre)[273]. Il a tenu un séminaire politique d'État hebdomadaire[274]. En 1925, il y a eu une sécession. Principal Martin Luserke et les professeurs Rudolf Aeschlimann (de), Fritz Hafner (de), Paul Reiner (de) et leurs familles ont déménagé sur l'île de Juist et ont fondé Schule am Meer. Les enfants Renate, née le 8 décembre 1917 à Francfort-sur-le-Main, Eva, née le 14 juin 1919 à Francfort-sur-le-Main) et Ruth, née le 15 septembre 1922 à Saalfeld, Thuringe, étaient élèves à SaM[275],[276],[277] ;
- Franz Reyersbach (1880–1936), fabricant et comité directeur de la société anonyme M. L. Reyersbach AG à Oldenbourg et sa femme Grete Reyersbach (née le 22 juillet 1883 à Hanovre), née Weinberg, a financé la fréquentation de leur troisième fils Hans Reyersbach, né le 17 novembre 1911 à Oldenbourg (bachelier mars 1931)[278], à l'internat Schule am Meer. Depuis 1923, le commerçant Franz Reyersbach était copropriétaire de l'entreprise qui produisait des instruments de musique et des bicyclettes et faisait le commerce d'appareils électroménagers et de radios[279]. Il a été placé en détention dite Schutzhaft à Oldenbourg du 28 septembre au 20 octobre 1936 pour de prétendues activités communistes[280]. Il est ensuite déporté au camp de concentration de Sachsenhausen, où il meurt le 14 décembre 1936[281],[282]. Une rue de la ville d'Oldenbourg porte le nom du célèbre homme d'affaires. Sa femme Grete a été déportée de Hanovre à Riga le 15 décembre 1941 et y a été déclarée morte[283],[284],[285]. Devant l'ancienne villa de la famille au 17 Beethovenstrasse à Oldenbourg, deux Stolpersteine ont été posées pour commémorer le couple assassiné[286]. Le fils aîné Dr Ernst Louis Reyersbach, né le 24 septembre 1906 à Oldenbourg, a émigré aux États-Unis en 1938 sous le nom Ernest L. Reyersbach, où il est mort en Pennsylvanie en 1976. Le deuxième fils aîné Fritz Reyersbach, né le 29 mai 1910 à Oldenbourg, a émigré aux États-Unis en 1945, où il a vécu comme médecin sous le nom Fred Ryersbach en Vermont, où il est mort en 1999. Le SaM bachelier Hans Reyersbach, le troisième fils aîné a émigré en juillet 1936 en Afrique du Sud, où il est mort en octobre 1976. Le plus jeune enfant de la famille, la fille Charlotte Maria Reyersbach, appelée « Lotte », née le 26 mai 1923 à Oldenbourg, a émigré à l'Angleterre via Hanovre en juin 1939[280],[283] où elle est morte en Oxfordshire en 2013 (mariée McLean) ;
- Josef Rings (de) (1878–1957), architecte, urbaniste, professeur d'université et d'établissements, auteur et SaM parent. Entre 1926 et 1929, il a supervisé la création et l'expansion de Schule am Meer sur l'île de Juist de la Frise orientale en mer du Nord, que son fils Werner Rings (de) (1910–1998) a fréquentée pendant cette période[287]. L'architecte berlinois Bruno Ahrends (en) y a également participé entre 1929 et 1931 ;
- Werner Rings (de) (1910–1998), SaM bachelier (mars 1929)[288]. Vraisemblablement pour le bien de son père, un architecte, il a commencé des études d'architecture en 1929, qu'il a interrompues. Au lieu de cela, il a étudié la philosophie, la musicologie et la sociologie à Berlin et Fribourg-en-Brisgau. En 1932/33, en tant qu'assistant scientifique à l'institut de recherche sur les journaux de l'Université de Heidelberg, il s'occupa de recherches radiophoniques jusqu'à ce qu'il soit expulsé après le transfert du pouvoir aux nationaux-socialistes en raison de son origine en partie juive. Il  était considéré comme un « métisse juif du premier degré » ou « demi-juif (en) ». En 1933, il émigre en Espagne et assiste à la guerre civile. Là, il a travaillé comme consultant et rédacteur en chef pour le gouvernement républicain. Il a mis en place un service d'information comprenant un aperçu des émissions de radio étrangères. Pendant la guerre civile, il a réalisé un grand nombre de reportages photographiques. En raison de la victoire de la Falange (fascistes) sous le général Francisco Franco, il a dû quitter le pays. De 1939 à 1942, il vécut en France, après l'occupation de Paris, dans la partie inoccupée du pays, où il travailla pour un service auxiliaire des armées françaises jusqu'à ce que là aussi cela devienne trop dangereux pour lui. En 1942, il s'enfuit en Suisse. Il a été reconnu comme réfugié et a obtenu l'asile permanent à la fin des années 1940. De 1947 à 1949, il est attaché de presse du Festival international du film de Locarno et des Settimane musicali Ascona (it). Jusqu'en 1965, il a travaillé comme (photo-)journaliste indépendant et auteur, par ex. en tant que correspondant européen pour Schweizer Illustrierte avec les premiers reportages sur l'Allemagne d'après-guerre. De 1965 à 1973, Rings a travaillé pour Schweizer Fernsehen (SF) en tant qu'auteur, réalisateur et producteur de séries d'histoire contemporaine. Certaines de ses publications sur la Suisse en guerre et l'or volé à l'Allemagne sont considérées comme des ouvrages de référence[289],[290],[291] ;
- Christian Rohlfs (1849–1938), peintre expressionniste et mécène de S.a.M. était l'un des délégués syndicaux de la Schule am Meer. Rohlfs a fourni au pensionnat des originaux de ses propres œuvres pour une exposition dans le salle de dessin, y compris des aquarelles et des dessins[292] ;
- Jens Rohwer (de) (1914–1994), SaM bachelier mars 1933 (bac avec distinction)[293], stipendier de Schule am Meer. Jens Jürgen Rohwer a suivi des cours de violon dès l'âge de 9 ans et des cours de piano peu après. Il a commencé à composer tôt et à l'âge de onze ans, il a déjà été autorisé à jouer sa propre sonate pour piano pour le professeur d'université Fritz Stein (en), qui enseignait à Kiel à l'époque[294]. D'octobre 1930 à avril 1933, Rohwer fut boursier à Schule am Meer sur l'île de Juist en mer du Nord[293]. Là, Rohwer a reçu une instruction musicale du compositeur et pianiste de concert Eduard Zuckmayer (en) et du violoniste Kurt Sydow (de), qui avait été formé par Josef Wolfsthal. En tant que camarade de classe, il a rencontré la compositrice plus tard Felicitas Kestner (en). Rétrospectivement, Rohwer a décrit Martin Luserke comme un « professeur aux multiples talents et un pianiste exceptionnel de Bach ». Rohwer attribue à Schule am Meer, d'avoir eu la plus grande influence sur lui pendant sa jeunesse[294] ;
- Ludwig Roselius (1874–1943), grossiste en café, collectionneur d'art et mécène d’art, mécène de SaM. La société de Roselius, Kaffee HAG (en), appartenait à l'Angelsachsen-Verlag (de) fondée en 1921 à Brême, qui a publié un grand nombre de publications de Schule am Meer et certaines de Martin Luserke[295],[296] ;
- Julius Schindler (de) (1878–1941), était un importateur et exportateur de machines et d'huile minérale, propriétaire de raffineries produisant des produits pour les industries chimiques, cosmétiques et médicales, et propriétaire de pétroliers, un mécène de sciences et un SaM parent. Il a été impliqué dans les communautés juives des villes d'Altona et de Hambourg. Il a fait don de sommes considérables à Hamburg Scientific Foundation (en). De 1930 à 1932, il a permis à son fils Fritz, né le 30 janvier 1920 à Hambourg, qui avait auparavant été élève à l'école maternelle privée pour garçons de Mlle Cläre Lehmann (de) à Hambourg, d'aller à Schule am Meer[297]. Là, Fritz se lie d'amitié avec Hagen Distelbarth (1918–1941), un fils de Paul Distelbarth. Julius Schindler a quitté l'Allemagne à l'automne 1931 et a pris la citoyenneté de la Principauté du Liechtenstein l'année suivante. En 1932, à la demande de ses parents, Fritz quitte Schule am Meer. Au cours de l'année 1938, les entreprises de Schindler sont « aryanisées » par les nazis. En 1939, Schindler émigre de France aux États-Unis[298] ;
- L'alpiniste Cenzi Sild (de) (1878–1956) et son mari, l'avocat viennois Johann Sild (1880–1937), appelé « Hans » ou « Hannes » ont décidé de financer la scolarité de leur fils aîné Ulrich Sild (né le 4 juin 1911 à Vienne) sur une île de la mer du Nord, qui souffrait d'asthme bronchique. Avant la Première Guerre mondiale, Cenzi Sild était l'une des alpinistes autrichiennes les plus connues. Son mari et plusieurs membres de sa famille étaient également des alpinistes accomplis. Les publications contemporaines indiquent une attitude de nationalité allemande ou « völkisch » de la famille[299]. Johann Sild étaient parmi les délégués syndicaux de l'internat SaM et à Vienne ont informé et conseillé les parents d'étudiants privés potentiels à ce sujet[263] ;
- Ulrich Sild (1911–1937), appelé « Uli » (dire comme: ouli), le SaM bachelier (mars 1931) de Vienne est issu du Jugendbewegung (= mouvement de jeunesse) et le Wandervogel[300]. Il était souvent sur la scène de la salle de spectacle de la Schule am Meer. L'étudiant athlétique aimait jouer au hockey sur la plage et probablement aussi au hockey sur glace sur des lacs gelés près de l'internat. Uli a été élu au bureau de la Aussengemeinde (= Communauté externe de la Schule am Meer) avec l'élève juif Hans Reyersbach (né le 17 novembre 1911 à Oldenbourg)[278],[280]. Uli a organisé les voyages annuels de ski et d'alpinisme de l'internat SaM entre 1929 et 1931[301]. Grete Dispeker a participé au premier voyage en septembre 1929 et a écrit son premier ouvrage littéraire à ce sujet en 1932 (publié posthume en 1999)[128]. En tant qu'étudiant en droit à Innsbruck et Vienne, Uli a été impliqué en tant que faciliteur de son internat Schule am Meer[302]. Il est devenu fonctionnaire du Club alpin germano-autrichien (DÖAV), le président de la section académique à Vienne. 14 jours avant son dernier examen académique, il est tué par un chute de pierres sur la montagne et chute de plusieurs centaines de mètres avec son cordée très expérimentée, comprenant entre autres Walter Mittelholzer ;
- Le noble architecte Wilhelm von Tettau (de) (1872–1929) de Berlin et son épouse Ada Freifrau von Tettau Contessa Niëvo (1879–1960), née comtesse Niëvo, ont permis à leur fille Jolanda Ada Paola Lucia Freiin von Tettau (1908–2005) d'aller à l'internat Schule am Meer sur l'île de la mer du Nord[303]. Au lieu de cela, son frère jumeau Wolfram Lionello Donatello Freiherr von Tettau (1908–1956) a fréquenté Askanisches Gymnasium (de), un lycée à Berlin.
- Howard Trivers (1909–1987), étudiant invité à SaM en été 1932[304]. Il a étudié à l'université de Princeton (Bachelor of Arts, 1930), à l'université de Heidelberg (1933), à l'université de Fribourg-en-Brisgau (1938) et à l'université Harvard (Master of Arts, 1932 et doctorat, 1941)[305]. À partir de 1941, il a été employé dans la division d'Europe centrale du département d'État des États-Unis au département des études territoriales et en tant qu'assistant départemental dans un groupe de travail enquêtant sur les activités nazies. Dans son travail diplomatique, il a participé à l'élaboration des propositions de politique américaine concernant la capitulation du Troisième Reich et la capitulation du Japon en 1945 et lors de la Conférence de Potsdam. Trivers a participé à des négociations et conférences internationales, notamment la réunion de Paris des ministres des Affaires étrangères qui a mis fin au blocus de Berlin en 1949. Au département d'État des États-Unis, il était alors responsable des affaires polonaises, baltes et tchécoslovaques, poste qu'il a occupé pendant le soulèvement hongrois de 1956. Trivers était alors directeur du Bureau de recherche et d'analyse du bloc sino-soviétique du département d'État américain. Il a participé à l'élaboration de la politique relative à la crise des missiles de Cuba. En 1969, il démissionne du département d'État[306]. Trivers à partir de 1972 était professeur invité et professeur agrégé de sciences politiques à l'Université d'État de Ball de Muncie[307],[308] ;
- Alfred Weber (1868–1958), économiste, géographe, sociologue et théoricien de la culture. Il était l'un des délégués syndicaux de Schule am Meer, qui informait et conseillait par écrit les parents intéressés[309]. Paul Reiner (de) fut son assistant scientifique à Heidelberg de septembre 1910 à Pâques 1913[265],[266],[267]. Alfred Weber était parfois l'un des amants d'Else Jaffé, qui était également l'un des délégués syndicaux de Schule am Meer et un membre de curatorium de la Fondation Schule am Meer (de) ;
- Le SaM écolier Gideon Weigert (de) (1919–2001)[310] a quitté Schule am Meer après la prise de pouvoir nazie pour émigrer avec ses parents en Palestine mandataire. Après avoir été diplômé de l'école, Gideon a étudié l'agriculture au Collège agricole Ben-Shemen et l'élevage à Hadera et appartenait au kibboutz Sarid. Pendant ses études, cependant, il a vécu avec une famille palestinienne à Haïfa pour apprendre la langue arabe. Son kibboutz a refusé de lui permettre d'étudier l'arabe. Il partit donc, étudia en 1941/42 à l'école de formation des enseignants arabes A-Nahda à Jérusalem et en devint le premier diplômé juif. De 1942 à 1945, il étudie la littérature arabe et la philosophie islamique à l'Institut d'études orientales de l'Université hébraïque de Jérusalem. Parallèlement, il travaillait déjà comme journaliste pour un hebdomadaire arabe et un journal arabe à Jaffa[311]. Il fut le premier Juif à travailler pour la radio arabe de Jérusalem. De 1945 à 1967, il travaille pour The Palestine Post, qui devient The Jerusalem Post en 1950. À partir de 1960, il rend compte des problèmes de la population arabe (arabes et druzes) en Israël et à partir de 1967 sur les territoires occupés par Israël après la Guerre des Six Jours et l'aspect des droits de l'homme. Le 1er mai 1970, il s'est rendu à Genève pour témoigner devant le Comité des Nations Unies en tant que témoin oculaire des violations des droits de l'homme dans les territoires de Palestine occupés par Israël[312],[313]. En 1972, il entreprend une tournée de conférences en Europe. Lui et sa femme Mazal Weigert (comme auteur : Mazal Vaigert) ont publié toute une série de livres[314] ;
- Carl Zuckmayer (1896–1977), écrivain et dramaturge[315], a visité et coopéré temporairement avec son frère aîné Eduard Zuckmayer (en) (1890–1972) et Martin Luserke (1880–1968) à SaM. Là, en 1929, il travaille sur le texte de « Kakadu - Kakada », la composition d'une pièce de théâtre pour enfants de son frère. Bien sûr, il a également rencontré Martin Luserke, pour qui il a développé une antipathie. Cela peut avoir influencé le dossier de Zuckmayer sur Luserke et la Schule am Meer, qu'il a écrit pour l'Office of Strategic Services (OSS) des États-Unis, l'ancêtre de la Central Intelligence Agency (CIA) en 1943/44[316]. Il était considéré comme un « métisse juif du premier degré » ou « demi-juif (en) » pendant le Troisième Reich ;
- Eduard Zuckmayer (en) (1890–1972), appelé « Zuck », musicien, pianiste, maestro, compositeur, SaM professeur et primus inter pares du Kameradschaft (de)[31] des dauphins[317]. Il est le frère aîné de l'écrivain bien connu Carl Zuckmayer et est classé comme très doué. Il a étudié le droit et la musique à Munich, dirigé au Stadttheater Mainz et enseigné au Städtische Musikhochschule Mainz (de) dirigé par Hans Rosbaud. En 1925, il suit l'appel de Luserke à Schule am Meer et interrompt une carrière très prometteuse de pianiste concertiste. Cette étape semblait presque incompréhensible. La raison en était son virage vers le Jugendmusikbewegung (de) ou Singbewegung (de) (= Mouvement musical des jeunes ou Mouvement de chant), issu du Jugendbewegung. L'art de la persuasion de Luserke a peut-être été le facteur décisif. Il aimait tellement l'internat qu'il s'y engagea avec beaucoup d'enthousiasme et de productivité et y resta jusqu'à la fermeture de SaM à la fin de mars 1934. Après cela, il a été brièvement employé à l'Odenwaldschule, où il a rencontré certains de ses élèves de Juist, par ex. Felicitas Kestner (en) et Beate Köstlin. En 1935, il est expulsé de la Chambre de la culture du Reich (RKK) pour des raisons « raciales », parce qu'il était considéré comme un « métisse juif du premier degré » ou « demi-juif (en) ». Paul Hindemith s'est arrangé pour qu'il émigre en Turquie. Au nom du président Kemal Atatürk, Eduard Zuckmayer est devenu une figure formatrice de l'éducation musicale turque, dans laquelle il a intégré les principes du Jugendmusikbewegung (de) (mouvement musical des jeunes)[318]. Jusqu'en 1970, il a formé presque tous les professeurs de musique turcs et y est resté une personnalité respectée et dont on se souvient à ce jour[319],[320]. Il a rencontré sa partenaire Gisela Jockisch (1905–1985), née Günther[321], à Schule am Meer. Elle le suivit à Ankara avec sa petite fille en 1938. Après s'être marié en 1947, Zuckmayer a adopté la fille. Il est resté lié à S.a.M. tout au long de sa vie et a maintenu des contacts amicaux avec d'anciens élèves tels que Oswald zu Münster (de) (1917–2003) jusqu'à sa mort[107]. Pour l'ancien PDG de Daimler AG, Edzard Reuter, Zuckmayer était « un homme très bien, très calme ». Il s'en dégageait une atmosphère « tout à fait unique » quand « il s'asseyait au piano et jouait »[322]. Un film documentaire allemand de 2015 met en lumière le travail de Zuckmayer[323].